# Miradoux
Miradoux (Miradors en gascon) est une commune française située dans le nord-est du département du Gers en région Occitanie. Sur le plan historique et culturel, la commune est dans la Lomagne, une ancienne circonscription de la province de Gascogne ayant titre de vicomté, surnommée « Toscane française ».
Exposée à un climat océanique altéré, elle est drainée par l'Arrats, l'Auroue, le ruisseau de Rioucot et par divers autres petits cours d'eau. La commune possède un patrimoine naturel remarquable composé d'une zone naturelle d'intérêt écologique, faunistique et floristique.
Miradoux est une commune rurale qui compte 532 habitants en 2022, après avoir connu un pic de population de 1 778 habitants en 1831.  Ses habitants sont appelés les Miradouzains ou  Miradouzaines.
Le patrimoine architectural de la commune comprend un immeuble protégé au titre des monuments historiques : l'église Saint-Orens-et-Saint-Louis, classée en 1978.

## Géographie

### Localisation
Miradoux est le chef-lieu du canton du même nom. C'est le moins peuplé du Gers et le plus agricole. C'est une commune limitrophe du département de Tarn-et-Garonne, proche de celui de Lot-et-Garonne.

### Communes limitrophes
Les communes limitrophes sont  Castet-Arrouy, Flamarens, Gimbrède, Gramont, Lachapelle, Marsac, Peyrecave, Plieux, Poupas, Sainte-Mère et Sistels.
| Gimbrède      | Sistels (Tarn-et-Garonne) | Flamarens                                                                       |
| Sainte-Mère   | Miradoux                  | Peyrecave                                                                       |
| Castet-Arrouy | Plieux                    | Lachapelle (T.-et-G.), Poupas (T.-et-G.), Marsac (T.-et-G.), Gramont (T.-et-G.) |

### Géologie et relief
Miradoux se situe en zone de sismicité 1 (sismicité très faible).

### Hydrographie

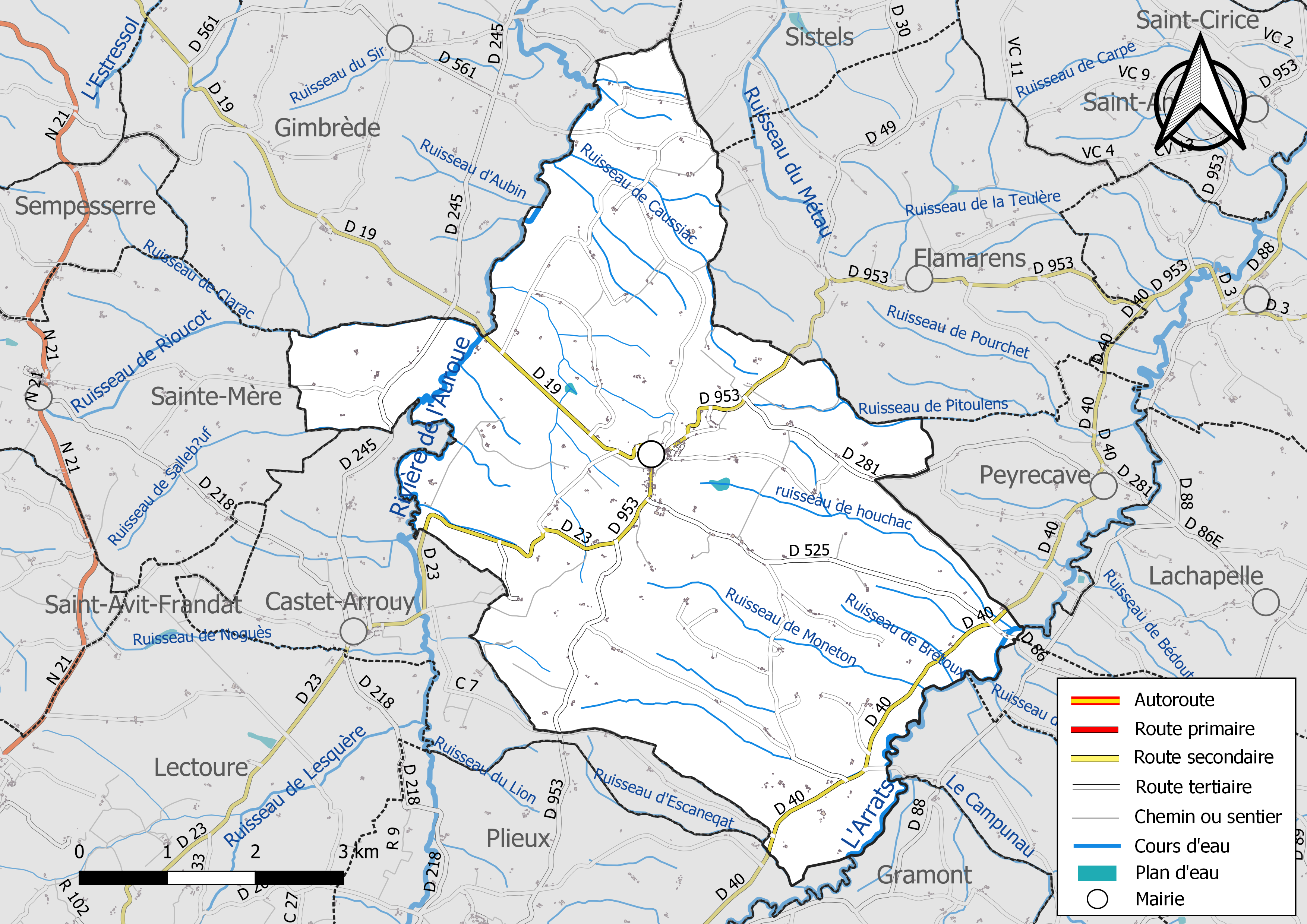
Réseaux hydrographique et routier de Miradoux.

La commune est dans le bassin de la Garonne, au sein du bassin hydrographique Adour-Garonne. Elle est drainée par l'Arrats, l'Auroue, le ruisseau de Rioucot, un bras de l'Arrats, le ruisseau de Brétoux, le ruisseau de Caussiac, le ruisseau de houchac, le ruisseau de Moneton, le ruisseau de Montret, le ruisseau de Pitoulens, le ruisseau de Sallebuf, le ruisseau d'Escaneqat et par divers petits cours d'eau, qui constituent un réseau hydrographique de 43 km de longueur totale,.
L'Arrats, d'une longueur totale de 162,1 km, prend sa source dans la commune de Lannemezan et s'écoule vers le nord. Il traverse la commune et se jette dans la Garonne à Saint-Loup, après avoir traversé 66 communes.
L'Auroue, d'une longueur totale de 62,4 km, prend sa source dans la commune de Crastes et s'écoule vers le nord. Il traverse la commune et se jette dans la Garonne à Saint-Romain-le-Noble, après avoir traversé 26 communes.

### Climat
Pour des articles plus généraux, voir Climat de l'Occitanie et Climat du Gers.
En 2010, le climat de la commune est de type climat du Bassin du Sud-Ouest, selon une étude s'appuyant sur une série de données couvrant la période 1971-2000. En 2020, Météo-France publie une typologie des climats de la France métropolitaine dans laquelle la commune est exposée à un climat océanique altéré et est dans la région climatique Aquitaine, Gascogne, caractérisée par une pluviométrie abondante au printemps, modérée en automne, un faible ensoleillement au printemps, un été chaud (19,5 °C), des vents faibles, des brouillards fréquents en automne et en hiver et des orages fréquents en été (15 à 20 jours).
Pour la période 1971-2000, la température annuelle moyenne est de 13 °C, avec une amplitude thermique annuelle de 15,8 °C. Le cumul annuel moyen de précipitations est de 766 mm, avec 11 jours de précipitations en janvier et 6,1 jours en juillet. Pour la période 1991-2020, la température moyenne annuelle observée sur la station météorologique la plus proche, située sur la commune de Mauroux à 10 km à vol d'oiseau, est de 14,0 °C et le cumul annuel moyen de précipitations est de 677,6 mm,. Pour l'avenir, les paramètres climatiques de la commune estimés pour 2050 selon différents scénarios d'émission de gaz à effet de serre sont consultables sur un site dédié publié par Météo-France en novembre 2022.

### Milieux naturels et biodiversité

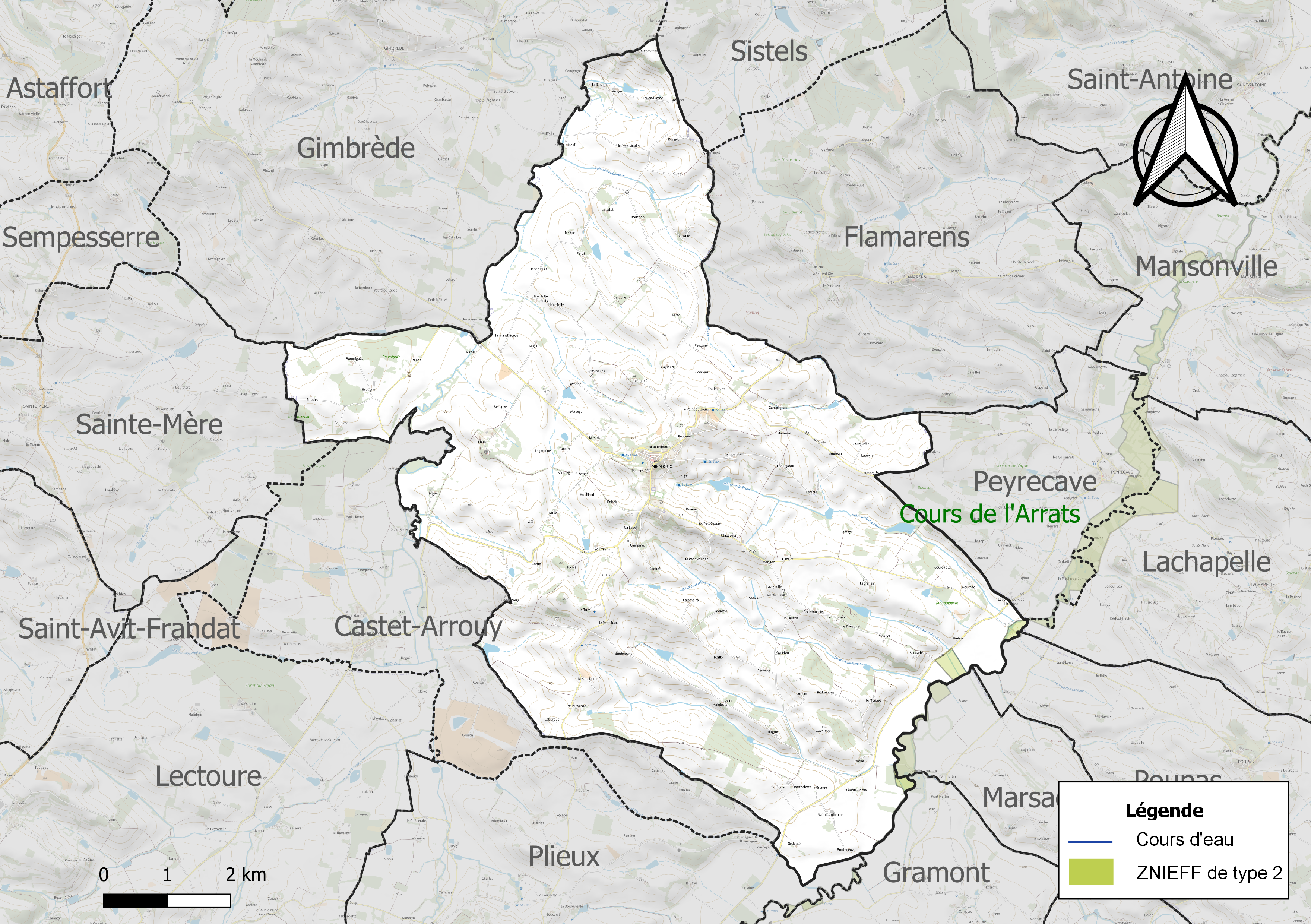
Carte de la ZNIEFF de type 2 localisée sur la commune.

L’inventaire des zones naturelles d'intérêt écologique, faunistique et floristique (ZNIEFF) a pour objectif de réaliser une couverture des zones les plus intéressantes sur le plan écologique, essentiellement dans la perspective d’améliorer la connaissance du patrimoine naturel national et de fournir aux différents décideurs un outil d’aide à la prise en compte de l’environnement dans l’aménagement du territoire.
Une ZNIEFF de type 2 est recensée sur la commune :
le « cours de l'Arrats » (815 ha), couvrant 30 communes dont 22 dans le Gers et huit dans le Tarn-et-Garonne.

## Urbanisme

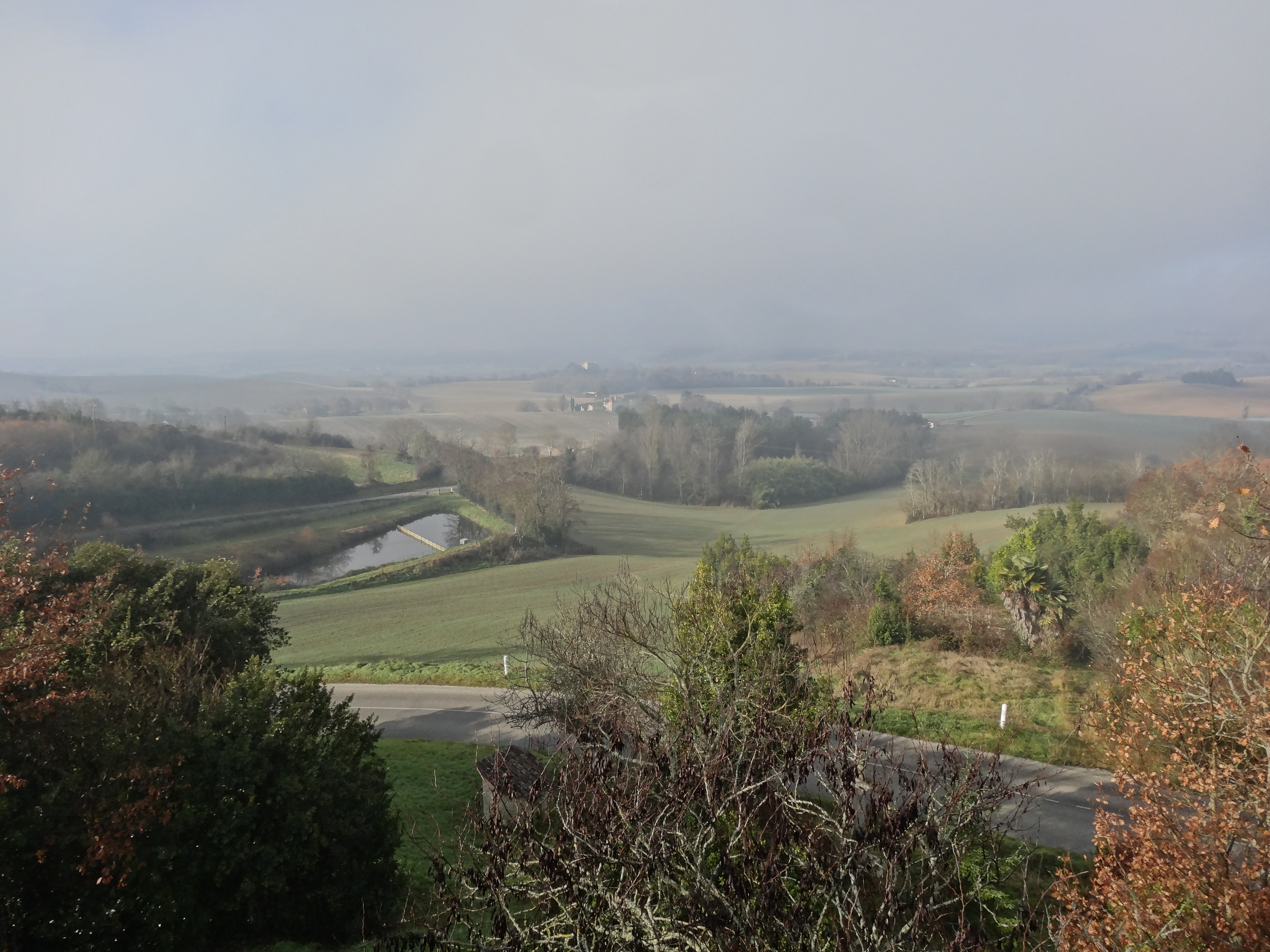
Point de vue en hiver depuis la bastide. La commune s'inscrit dans un cadre rural.

### Typologie
Au 1er janvier 2024, Miradoux est catégorisée commune rurale à habitat très dispersé, selon la nouvelle grille communale de densité à sept niveaux définie par l'Insee en 2022.
Elle est située hors unité urbaine et hors attraction des villes,.

### Occupation des sols
L'occupation des sols de la commune, telle qu'elle ressort de la base de données européenne d’occupation biophysique des sols Corine Land Cover (CLC), est marquée par l'importance des territoires agricoles (97,6 % en 2018), en diminution par rapport à 1990 (99,1 %). La répartition détaillée en 2018 est la suivante : 
terres arables (96 %), zones agricoles hétérogènes (1,6 %), forêts (1,5 %), zones urbanisées (0,9 %). L'évolution de l’occupation des sols de la commune et de ses infrastructures peut être observée sur les différentes représentations cartographiques du territoire : la carte de Cassini (XVIIIe siècle), la carte d'état-major (1820-1866) et les cartes ou photos aériennes de l'IGN pour la période actuelle (1950 à aujourd'hui).

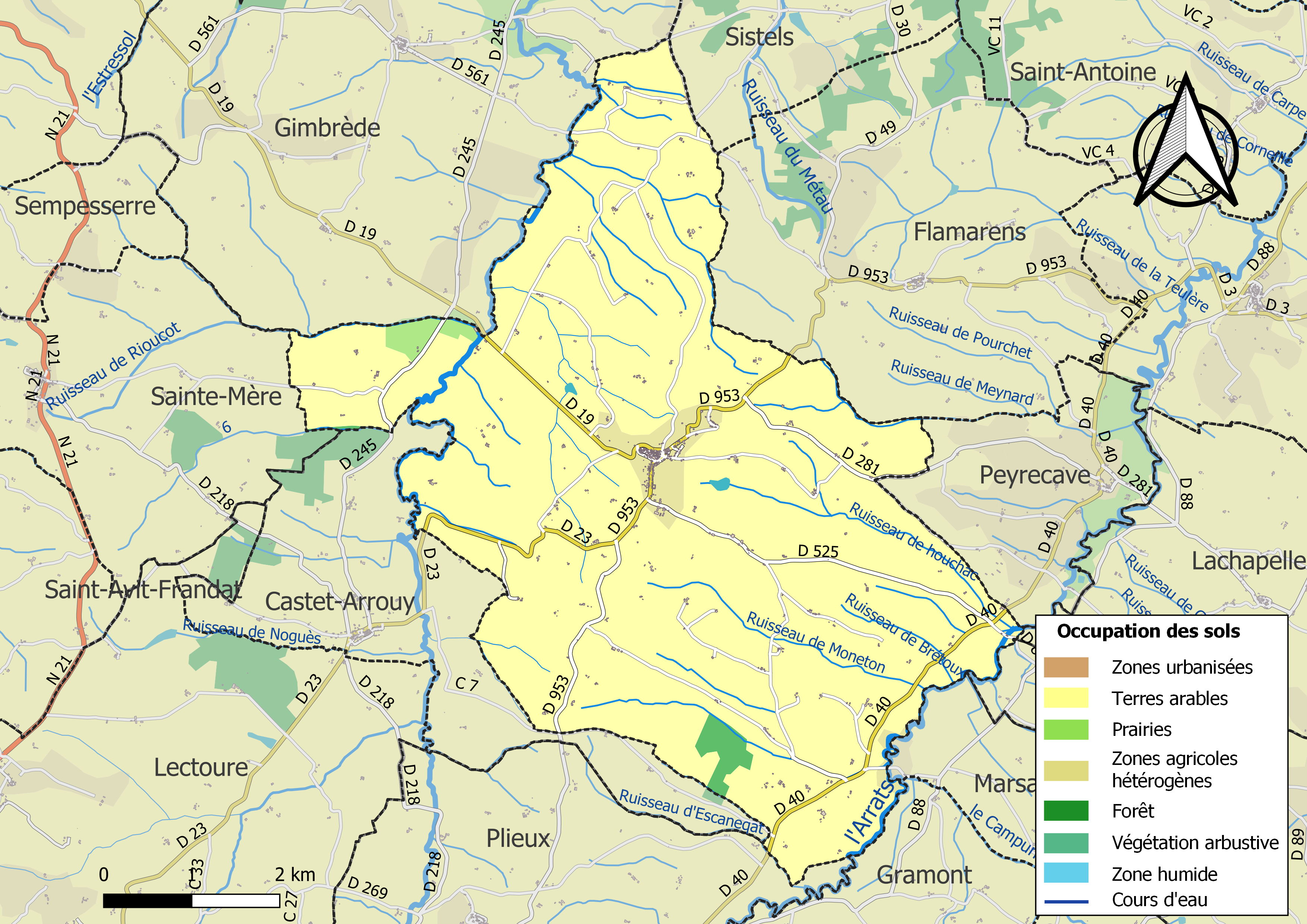
Carte des infrastructures et de l'occupation des sols de la commune en 2018 (CLC).

### Voies de communication et transports

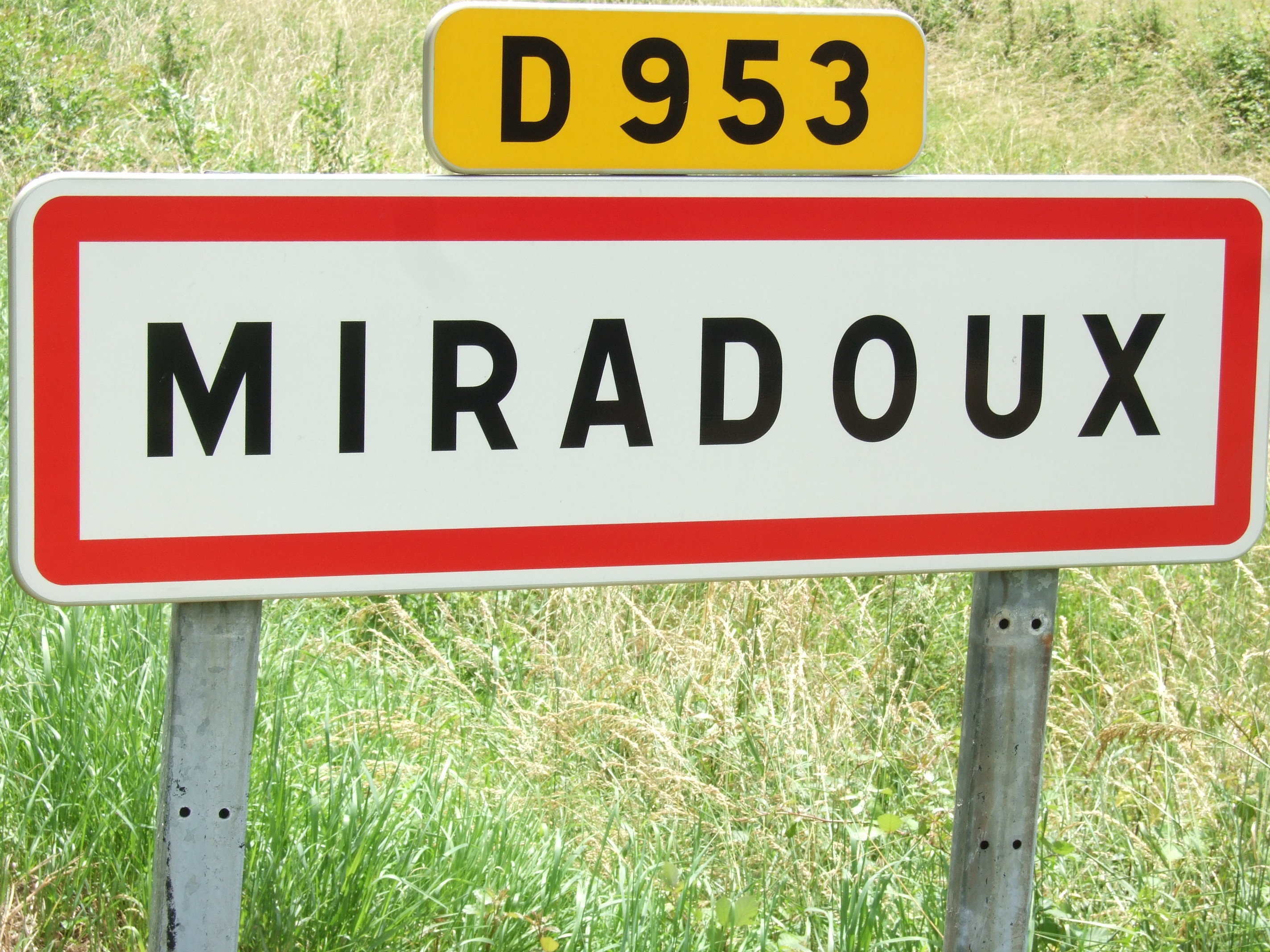
Entrée de Miradoux sur la D953.

### Risques majeurs
Le territoire de la commune de Miradoux est vulnérable à différents aléas naturels : météorologiques (tempête, orage, neige, grand froid, canicule ou sécheresse), inondations et séisme (sismicité très faible). Un site publié par le BRGM permet d'évaluer simplement et rapidement les risques d'un bien localisé soit par son adresse soit par le numéro de sa parcelle.
Certaines parties du territoire communal sont susceptibles d’être affectées par le risque d’inondation par débordement de cours d'eau, notamment l'Arrats et l'Auroue. La cartographie des zones inondables en ex-Midi-Pyrénées réalisée dans le cadre du XIe Contrat de plan État-région, visant à informer les citoyens et les décideurs sur le risque d’inondation, est accessible sur le site de la DREAL Occitanie. La commune a été reconnue en état de catastrophe naturelle au titre des dommages causés par les inondations et coulées de boue survenues en 1988, 1999, 2009 et 2018,.

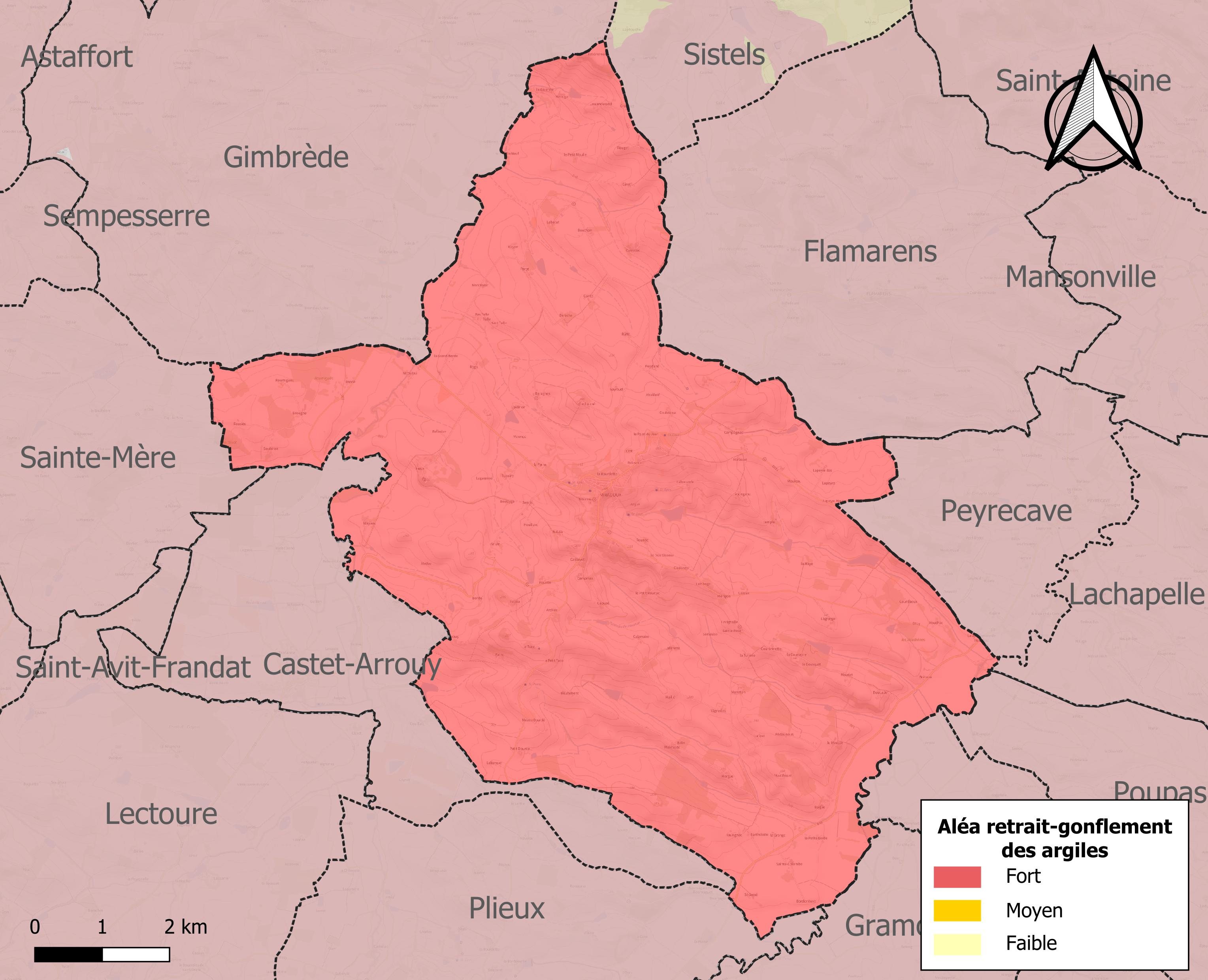
Carte des zones d'aléa retrait-gonflement des sols argileux de Miradoux.

Le retrait-gonflement des sols argileux est susceptible d'engendrer des dommages importants aux bâtiments en cas d’alternance de périodes de sécheresse et de pluie. La totalité de la commune est en aléa moyen ou fort (94,5 % au niveau départemental et 48,5 % au niveau national). Sur les 318 bâtiments dénombrés sur la commune en 2019, 318 sont en aléa moyen ou fort, soit 100 %, à comparer aux 93 % au niveau départemental et 54 % au niveau national. Une cartographie de l'exposition du territoire national au retrait gonflement des sols argileux est disponible sur le site du BRGM,.
Par ailleurs, afin de mieux appréhender le risque d’affaissement de terrain, l'inventaire national des cavités souterraines permet de localiser celles situées sur la commune.
Concernant les mouvements de terrains, la commune a été reconnue en état de catastrophe naturelle au titre des dommages causés par la sécheresse en 1989, 1993, 1998, 2003 et 2016 et par des mouvements de terrain en 1999.

## Toponymie
Du gascon Miradors, témoigne de la présence d'une ou de plusieurs tours de guer (miradors est un pluriel et peut être un gentilice appliqué à l'ensemble des habitants).

## Histoire

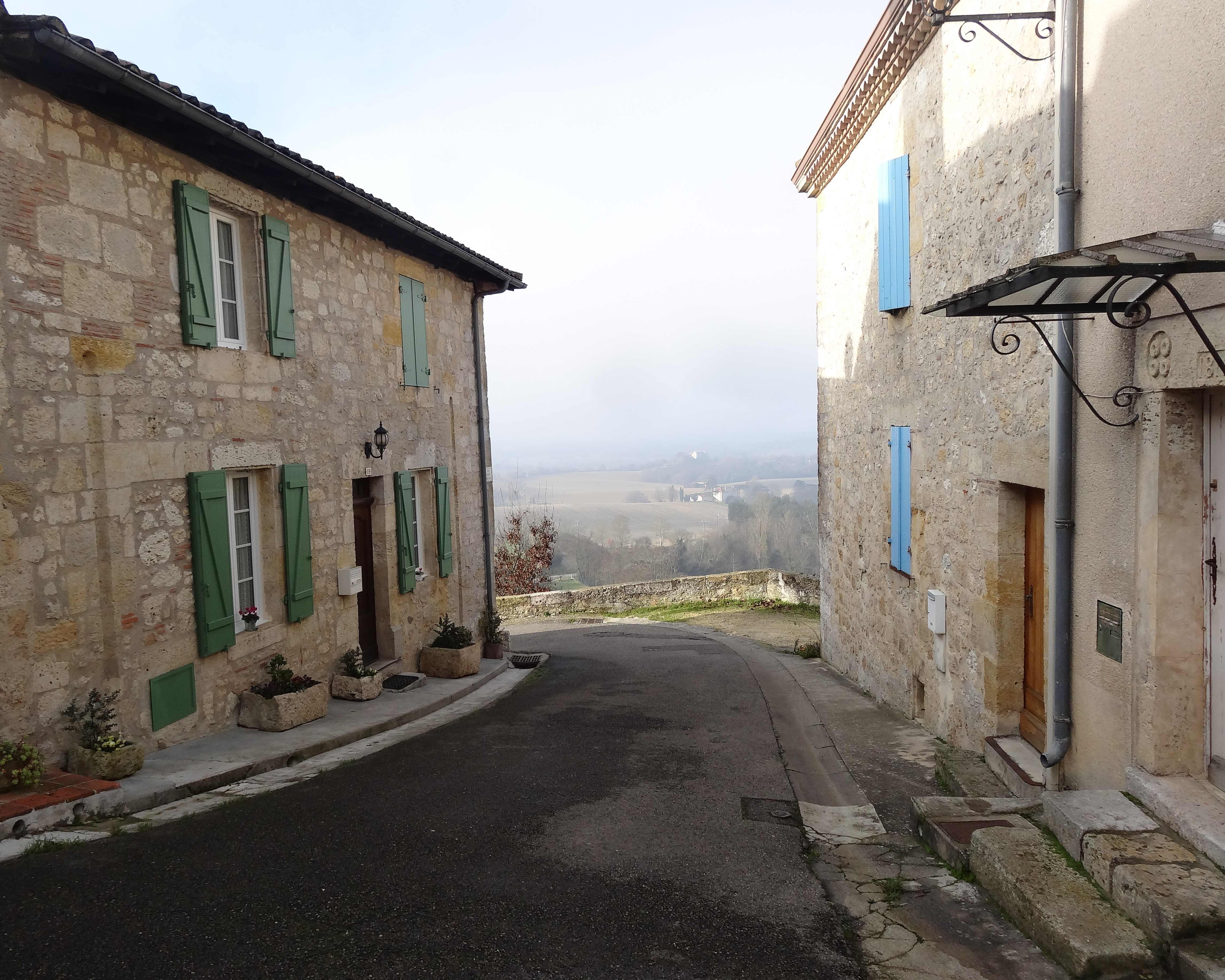
Extrémité ouest de la bastide donnant sur la porte d'Uzan.

L'ancienne bastide, fondée en 1253, est la plus ancienne du département. Au XVIIe siècle, un épisode important de la Fronde s'y déroula : en février-mars 1652, une rude bataille opposa les soldats du prince de Condé, frondeur, aux troupes loyalistes commandées par le comte d'Harcourt. Après plusieurs jours de siège, Miradoux est prise par les troupes de Condé. Refusant de renseigner l'occupant, les habitants sont malmenés et enfermés dans l'église. Leurs maisons sont pillées. Toutefois, profitant de ce répit, les troupes du comte d'Harcourt contre-attaquent et délogent les frondeurs qui se replient sur l'Agenais. Cet épisode est rappelé par des boulets de canon conservés dans l'église et par une procession qui a lieu chaque année.

### Les Templiers et les Hospitaliers
L'hôpital Sainte-Marie-Madeleine était tenu par les Hospitaliers de l'ordre de Saint-Jean de Jérusalem et, sur une hauteur, le lieu-dit  le Temple atteste le souvenir des Templiers.

## Politique et administration

### Liste des maires

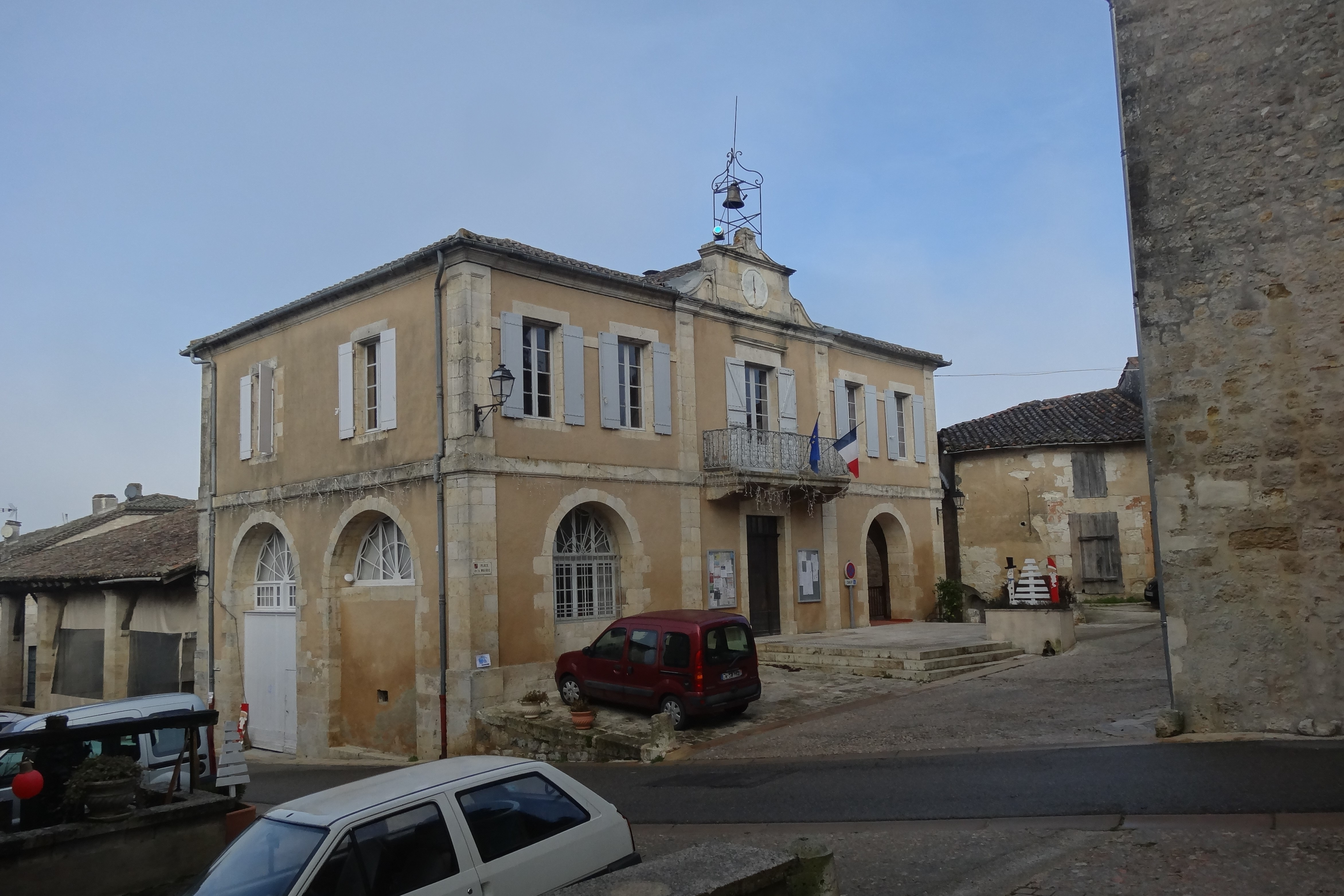
La mairie située entre l'église et la halle.

| Période                                  | Période   | Identité                        | Étiquette           | Qualité                                                                   |
| ---------------------------------------- | --------- | ------------------------------- | ------------------- | ------------------------------------------------------------------------- |
| 1792                                     | 1796      | Jean-François Deluc             |                     |                                                                           |
| 1796                                     | 1798      | Dominique Vidailhan             |                     |                                                                           |
| 1798                                     | 1800      | Bertrand Laborie                |                     |                                                                           |
| 1800                                     | 1809      | Joseph Marenque                 |                     |                                                                           |
| 1809                                     | 1815      | François Vidailhan              |                     |                                                                           |
| 1815                                     | 1820      | Jean Joseph Gabriel De Pouy     |                     |                                                                           |
| 1820                                     | 1821      | Bertrand Gauran                 |                     |                                                                           |
| 1821                                     | 1830      | Jean-François Lartigue          |                     |                                                                           |
| 1830                                     | 1833      | Antoine Laforgue-Mayens         |                     |                                                                           |
| 1833                                     | 1835      | Jean Labille                    |                     | Adjoint faisant fonction de Maire                                         |
| 1835                                     | 1843      | Etienne Justin Duilhé           |                     |                                                                           |
| 1843                                     | 1858      | Séverin Hyppolyte Courrent      |                     |                                                                           |
| 1858                                     | 1862      | Guillaume Louis Paulin Deluc    |                     |                                                                           |
| 1862                                     | 1870      | Jean Baptiste François Courrent |                     |                                                                           |
| 1870                                     | 1871      | Prosper Destival                | Républicain         | Président de la Commission Municipale                                     |
| 1871                                     | 1878      | Jean Baptiste François Courrent |                     |                                                                           |
| 1878                                     | 1882      | Jean Nicolas Irague             |                     |                                                                           |
| 1882                                     | 1885      | Jean Baptiste François Courrent |                     | Maire révoqué                                                             |
| 1885                                     | 1886      | Jean Nicolas Irague             |                     | Adjoint remplaçant le Maire révoqué                                       |
| 1886                                     | 1888      | Guillaume Lassaigne             |                     |                                                                           |
| 1888                                     | 1892      | Jean Baptiste François Courrent |                     |                                                                           |
| 1892                                     | 1892      | Dominique Biar                  | Droite bonapartiste | Médecin                                                                   |
| 1892                                     | 1908      | Alexandre Vidailhan             |                     |                                                                           |
| 1908                                     | 1919      | Marcelin Truilhé                |                     |                                                                           |
| 1919                                     | 1925      | Eugène Leygue                   | Parti Radical       | Notaire                                                                   |
| 1925                                     | 1939      | Louis Leygue                    | Parti Radical       | Notaire - Sénateur (1959-1962) - Président du Conseil Général (1951-1967) |
| 1939                                     | 1940      | Irénée Fouragnon                |                     | Adjoint remplaçant le maire Louis Leygues mobilisé                        |
| 1940                                     | 1965      | Louis Leygue                    | Parti Radical       | Notaire - Sénateur (1959-1962) - Président du Conseil Général (1951-1967) |
| 1965                                     | 1977      | Lucien Gayraud                  | PS                  |                                                                           |
| 1977                                     | 2001      | André Monestes                  | PS                  | Enseignant à l'école de Miradoux                                          |
| 2001                                     | juin 2020 | Suzanne Macabiau                | PS                  | Professeur d'histoire-géographie                                          |
| juin 2020                                | En cours  | Jéremy Lagarde                  | LR                  |                                                                           |
| Les données manquantes sont à compléter. |           |                                 |                     |                                                                           |

## Population et société

### Démographie
L'évolution du nombre d'habitants est connue à travers les recensements de la population effectués dans la commune depuis 1793. Pour les communes de moins de 10 000 habitants, une enquête de recensement portant sur toute la population est réalisée tous les cinq ans, les populations de référence des années intermédiaires étant quant à elles estimées par interpolation ou extrapolation. Pour la commune, le premier recensement exhaustif entrant dans le cadre du nouveau dispositif a été réalisé en 2005.

En 2022, la commune comptait 532 habitants, en évolution de +5,98 % par rapport à 2016 (Gers : +1,04 %, France hors Mayotte : +2,11 %).
| 1793  | 1800  | 1806  | 1821  | 1831  | 1841  | 1846  | 1851  | 1856  |
| ----- | ----- | ----- | ----- | ----- | ----- | ----- | ----- | ----- |
| 1 582 | 1 678 | 1 729 | 1 756 | 1 778 | 1 692 | 1 736 | 1 688 | 1 586 |

| 1861  | 1866  | 1872  | 1876  | 1881  | 1886  | 1891  | 1896  | 1901  |
| ----- | ----- | ----- | ----- | ----- | ----- | ----- | ----- | ----- |
| 1 562 | 1 566 | 1 487 | 1 434 | 1 390 | 1 316 | 1 249 | 1 184 | 1 154 |

| 1906  | 1911  | 1921 | 1926 | 1931 | 1936 | 1946 | 1954 | 1962 |
| ----- | ----- | ---- | ---- | ---- | ---- | ---- | ---- | ---- |
| 1 133 | 1 092 | 943  | 935  | 937  | 978  | 943  | 901  | 837  |

| 1968 | 1975 | 1982 | 1990 | 1999 | 2005 | 2006 | 2010 | 2015 |
| ---- | ---- | ---- | ---- | ---- | ---- | ---- | ---- | ---- |
| 728  | 654  | 647  | 594  | 497  | 519  | 515  | 533  | 508  |

| 2020 | 2022 | - | - | - | - | - | - | - |
| ---- | ---- | - | - | - | - | - | - | - |
| 537  | 532  | - | - | - | - | - | - | - |

### Enseignement
La commune de Miradoux dispose d'une école publique de 4 classes.

### Manifestations culturelles et festivités

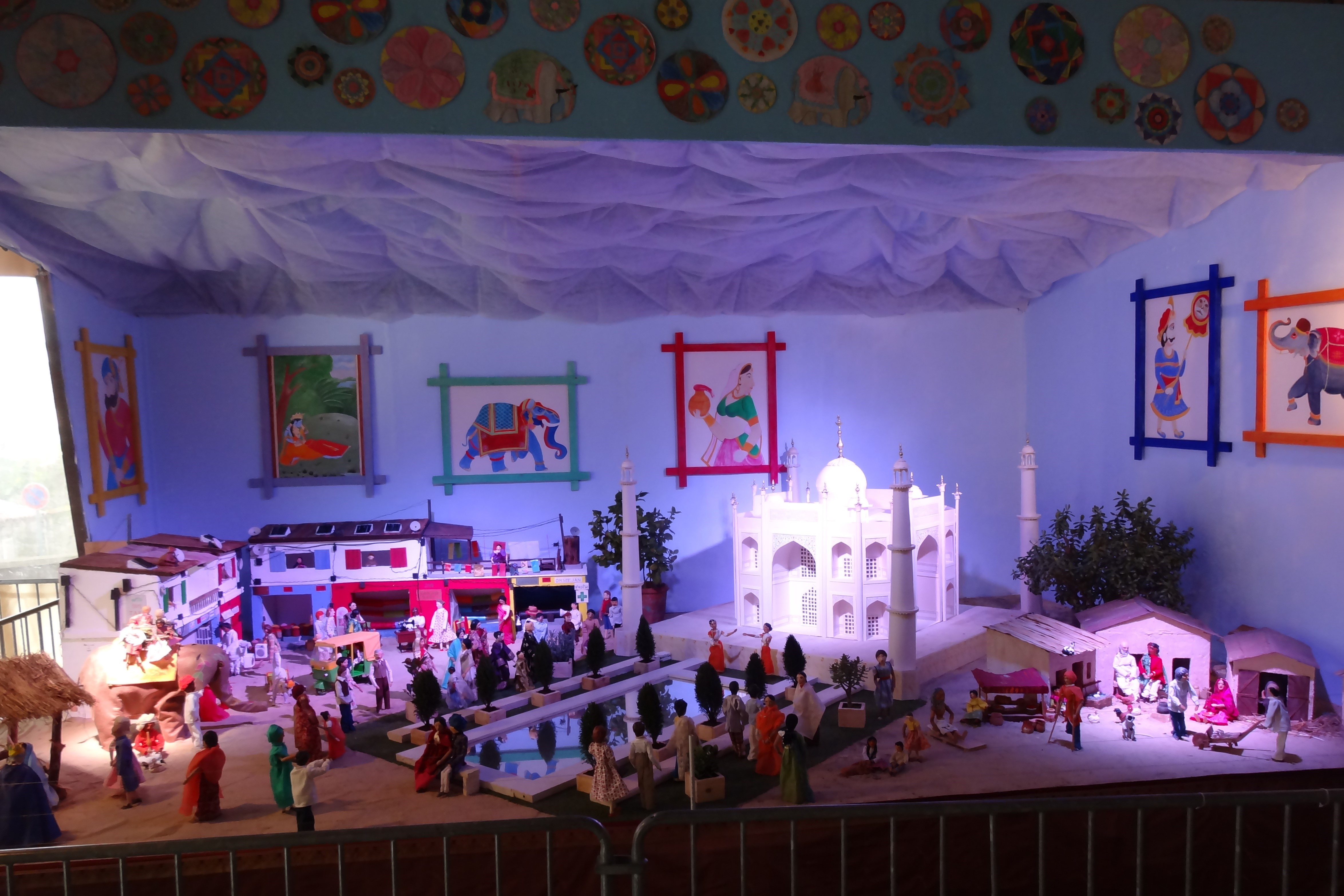
La crèche de Miradoux en décembre 2021.

Miradoux fait partie des huit communes qui participent à la Ronde des Crèches, une manifestation hivernale où chaque village expose une crèche d'après un thème commun qui diffère chaque année.

### Sports

Sports à Miradoux
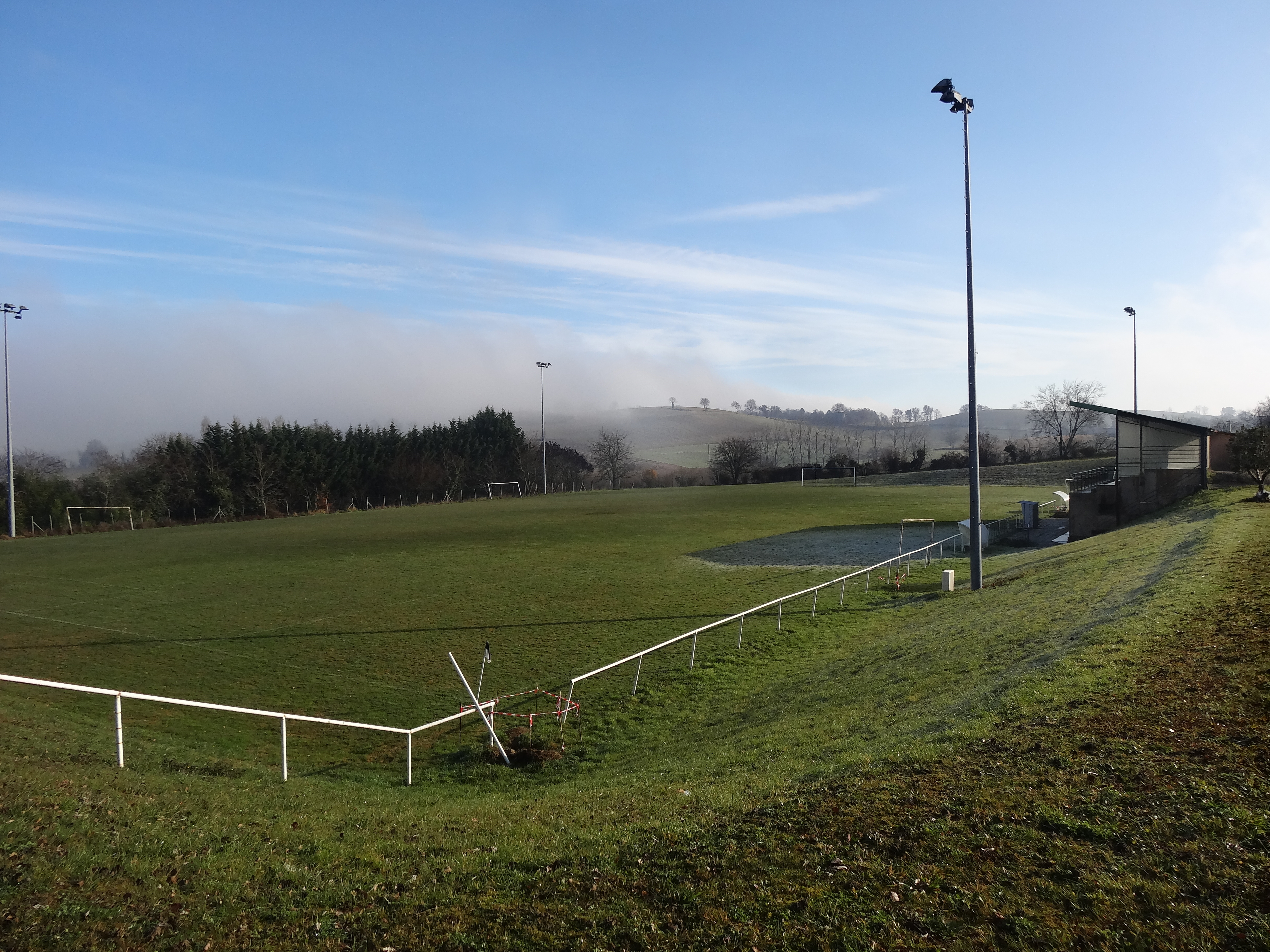
Terrain de football situé au sud-ouest du bourg.
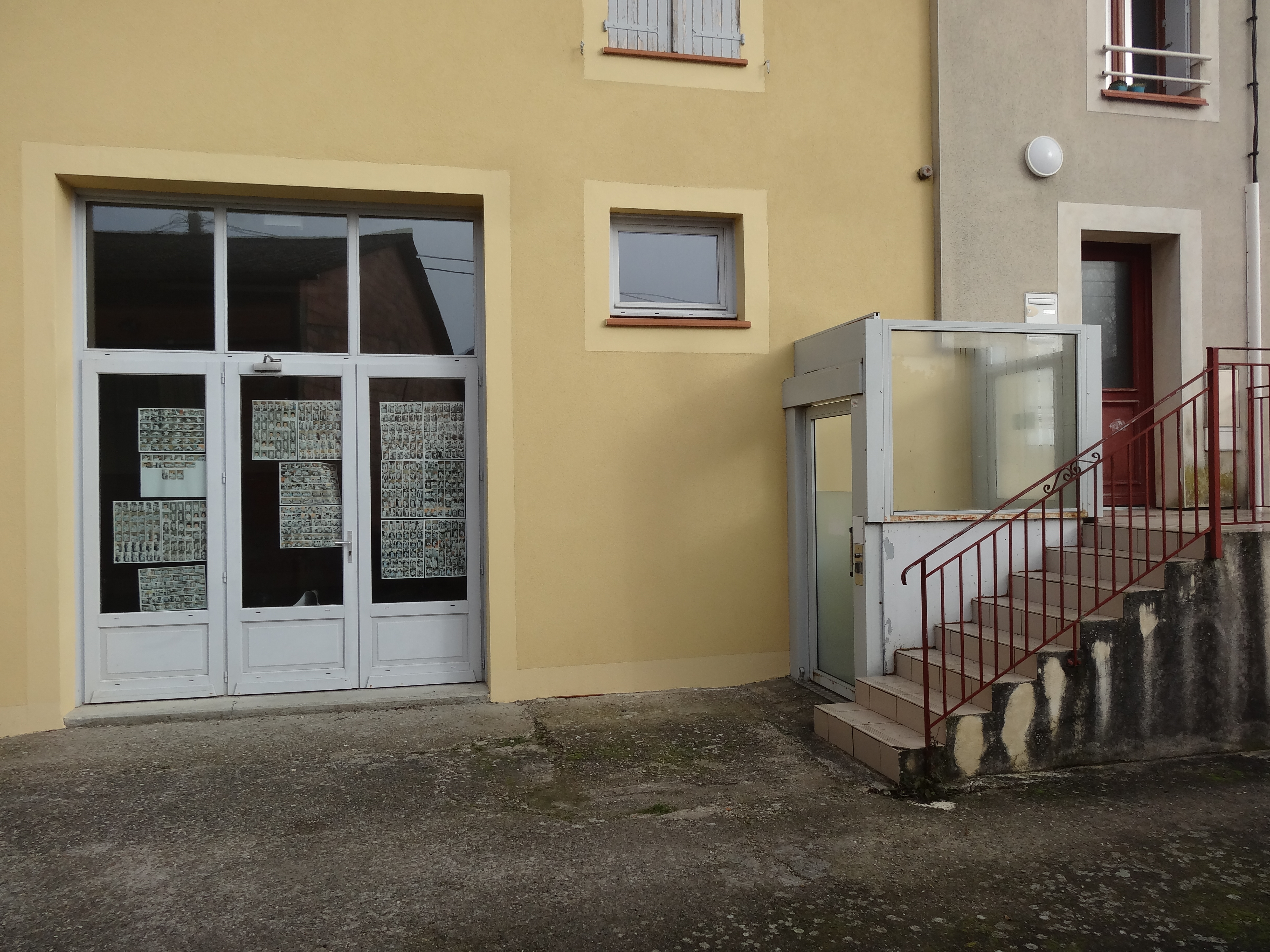
Entrée du club de judo.

## Économie

### Revenus
En 2018  (données Insee publiées en septembre 2021), la commune compte 217 ménages fiscaux, regroupant 487 personnes. La médiane du revenu disponible par unité de consommation est de 19 470 € (20 820 € dans le département).

### Emploi
|                | 2008  | 2013   | 2018   |
| -------------- | ----- | ------ | ------ |
| Commune        | 9,2 % | 10,3 % | 10,9 % |
| Département    | 6,1 % | 7,5 %  | 8,2 %  |
| France entière | 8,3 % | 10 %   | 10 %   |

En 2018, la population âgée de 15 à 64 ans s'élève à 262 personnes, parmi lesquelles on compte 78,8 % d'actifs (67,9 % ayant un emploi et 10,9 % de chômeurs) et 21,2 % d'inactifs,. Depuis 2008, le taux de chômage communal (au sens du recensement) des 15-64 ans est supérieur à celui de la France et du département.
La commune est hors attraction des villes,. Elle compte 119 emplois en 2018, contre 150 en 2013 et 196 en 2008. Le nombre d'actifs ayant un emploi résidant dans la commune est de 182, soit un indicateur de concentration d'emploi de 65,2 % et un taux d'activité parmi les 15 ans ou plus de 49 %.
Sur ces 182 actifs de 15 ans ou plus ayant un emploi, 54 travaillent dans la commune, soit 30 % des habitants. Pour se rendre au travail, 81,2 % des habitants utilisent un véhicule personnel ou de fonction à quatre roues, 2,1 % les transports en commun, 7,8 % s'y rendent en deux-roues, à vélo ou à pied et 8,9 % n'ont pas besoin de transport (travail au domicile).

### Activités hors agriculture

#### Secteurs d'activités
54 établissements sont implantés  à Miradoux au 31 décembre 2019. Le tableau ci-dessous en détaille le nombre par secteur d'activité et compare les ratios avec ceux du département,.
| Secteur d'activité                                                                                        | Commune | Commune | Département |
| Secteur d'activité                                                                                        | Nombre  | %       | %           |
| --- | ------- | ------- | ----------- |
| Ensemble                                                                                                  | 54      |         |             |
| Industrie manufacturière, industries extractives et autres                                                | 7       | 13 %    | (12,3 %)    |
| Construction                                                                                              | 6       | 11,1 %  | (14,6 %)    |
| Commerce de gros et de détail, transports, hébergement et restauration                                    | 15      | 27,8 %  | (27,7 %)    |
| Activités financières et d'assurance                                                                      | 2       | 3,7 %   | (3,5 %)     |
| Activités immobilières                                                                                    | 3       | 5,6 %   | (5,2 %)     |
| Activités spécialisées, scientifiques et techniques et activités de services administratifs et de soutien | 9       | 16,7 %  | (14,4 %)    |
| Administration publique, enseignement, santé humaine et action sociale                                    | 10      | 18,5 %  | (12,3 %)    |
| Autres activités de services                                                                              | 2       | 3,7 %   | (8,3 %)     |

Le secteur du commerce de gros et de détail, des transports, de l'hébergement et de la restauration est prépondérant sur la commune puisqu'il représente 27,8 % du nombre total d'établissements de la commune (15 sur les 54 entreprises implantées  à Miradoux), contre 27,7 % au niveau départemental.

#### Entreprises et commerces
L'entreprise ayant son siège social sur le territoire communal qui génère le plus de chiffre d'affaires en 2020 est : 
- Juillet Snma Societe Nogentaise Metallerie Aluminium, fabrication d'autres articles métalliques (112 k€)

### Agriculture
La commune est dans la Lomagne, une petite région agricole occupant le nord-est du département du Gers. En 2020, l'orientation technico-économique de l'agriculture  sur la commune est la culture de céréales et/ou d'oléoprotéagineuses.
|               | 1988  | 2000  | 2010  | 2020  |
| ------------- | ----- | ----- | ----- | ----- |
| Exploitations | 63    | 50    | 38    | 37    |
| SAU (ha)      | 3 196 | 3 421 | 3 040 | 3 343 |

Le nombre d'exploitations agricoles en activité et ayant leur siège dans la commune est passé de 63 lors du recensement agricole de 1988  à 50 en 2000 puis à 38 en 2010 et enfin à 37 en 2020, soit une baisse de 41 % en 32 ans. Le même mouvement est observé à l'échelle du département qui a perdu pendant cette période 51 % de ses exploitations,. La surface agricole utilisée sur la commune a quant à elle augmenté, passant de 3 196 ha en 1988 à 3 343 ha en 2020. Parallèlement la surface agricole utilisée moyenne par exploitation a augmenté, passant de 51 à 90 ha.

## Culture locale et patrimoine

### Lieux et monuments
- L'église Saint-Orens-et-Saint-Louis de Miradoux du XVIe siècle et XIXe siècle fut construite à l'emplacement du château fort détruit probablement au XIVe siècle et avec ses matériaux. De l'édifice militaire ne subsiste que le donjon avec son escalier en colimaçon et ses meurtrières, qui a été transformé en clocher, inachevé. Le pouillé de l'archevêché d'Auch mentionne l'église de Miradoux en 1381-1382.

L'église Saint-Orens-et-Saint-Louis
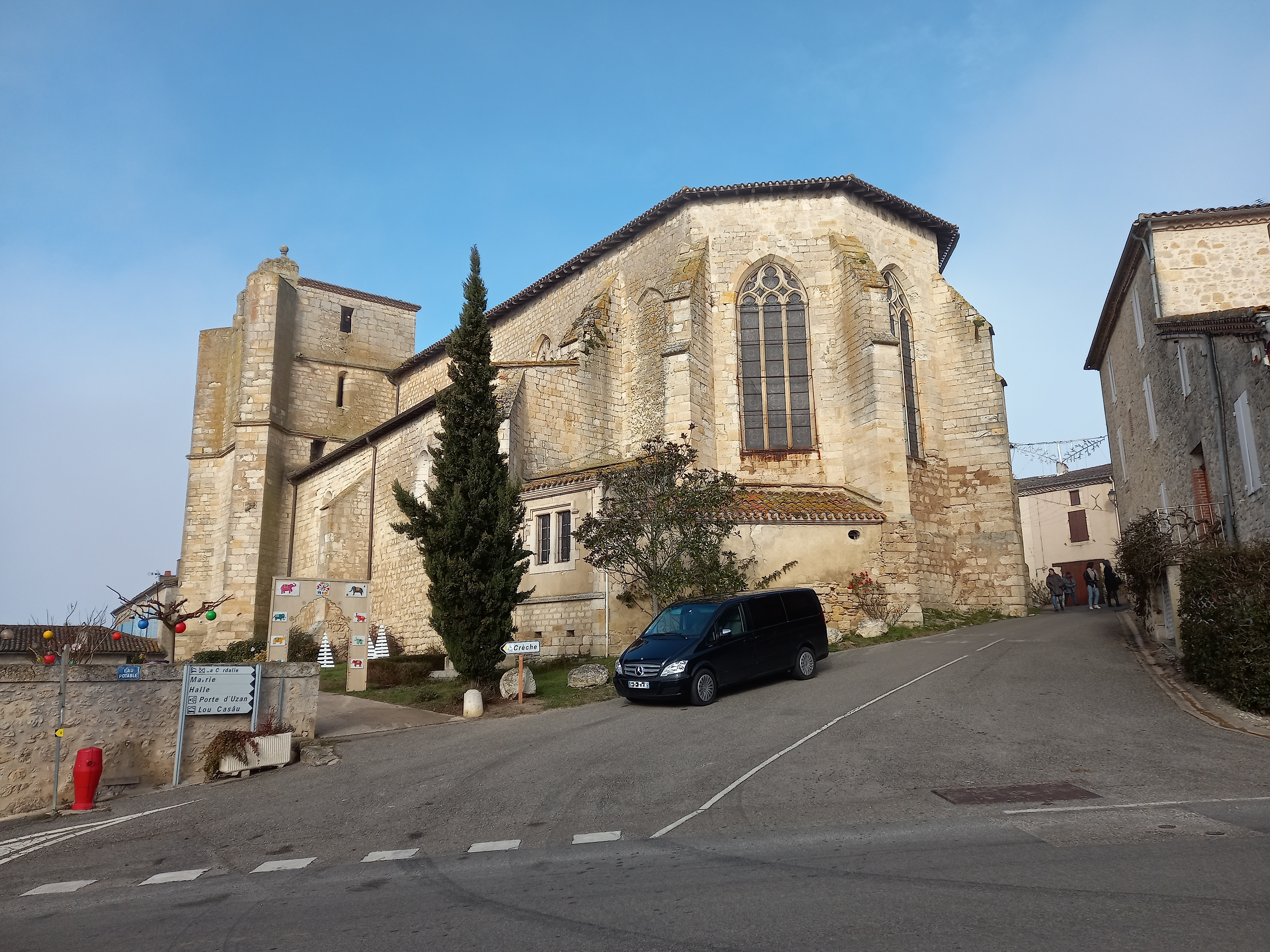
L'église en 2021.
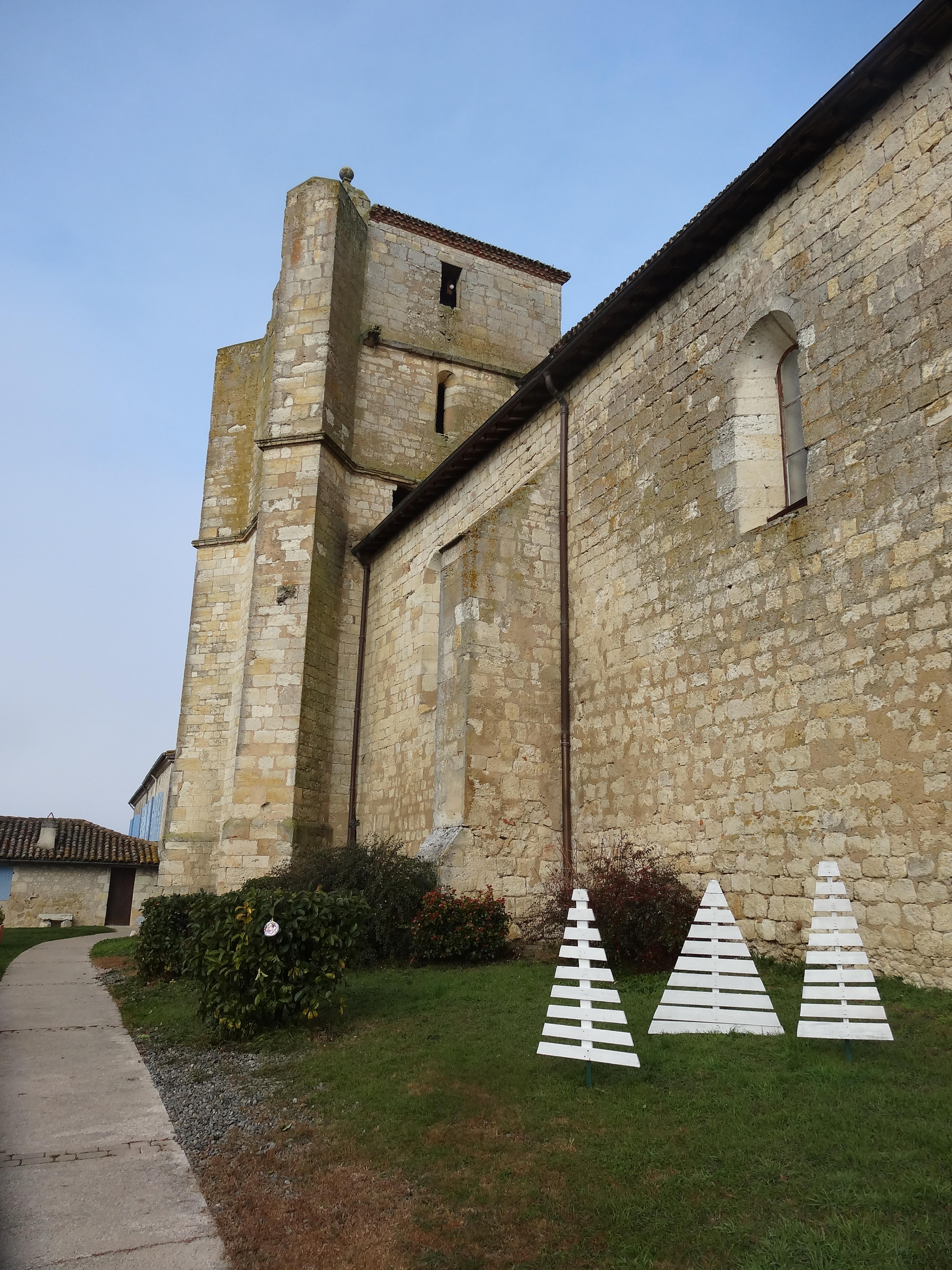
Le clocher.
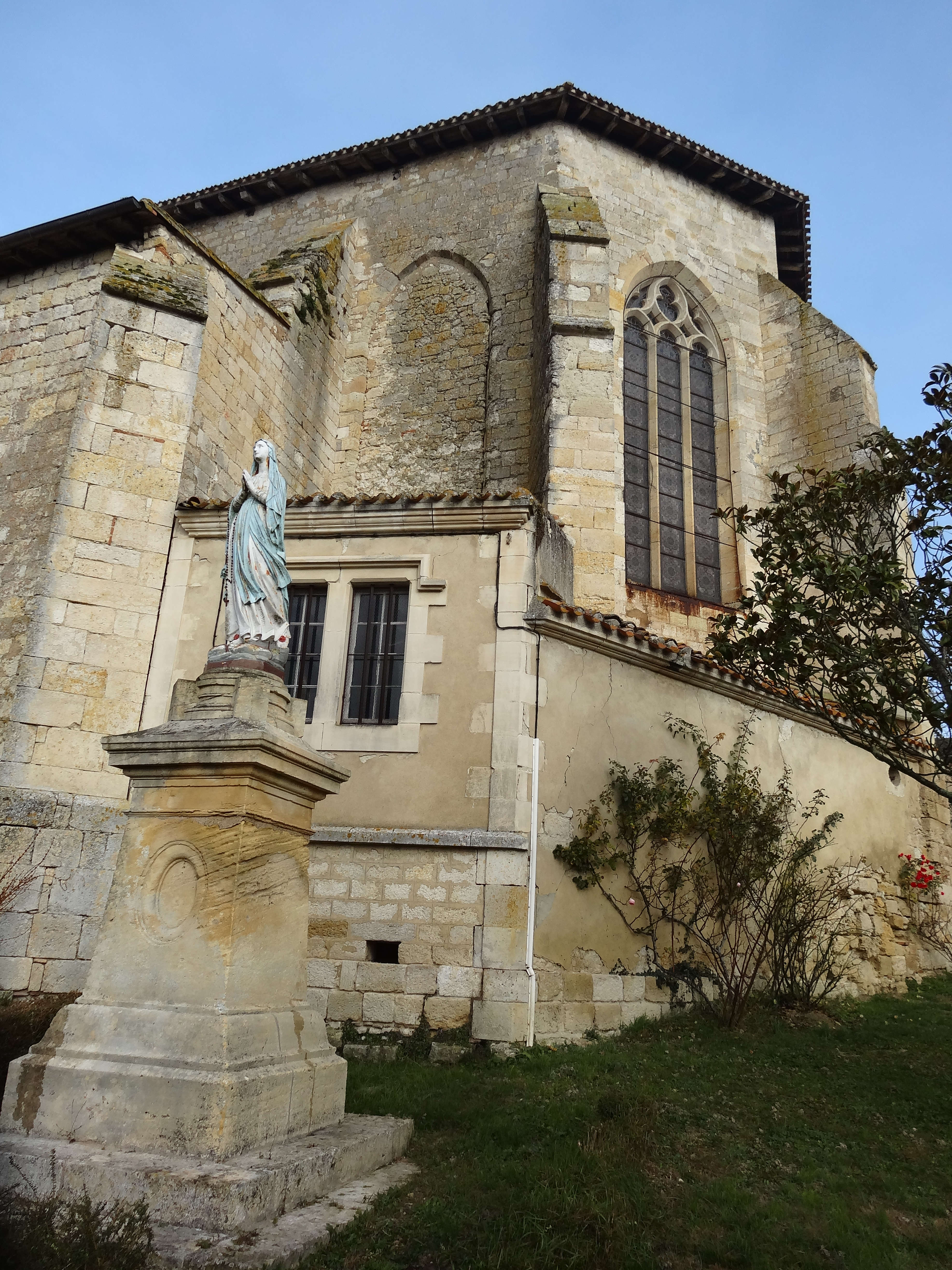
Le chevet ainsi qu'une statue de la Vierge.
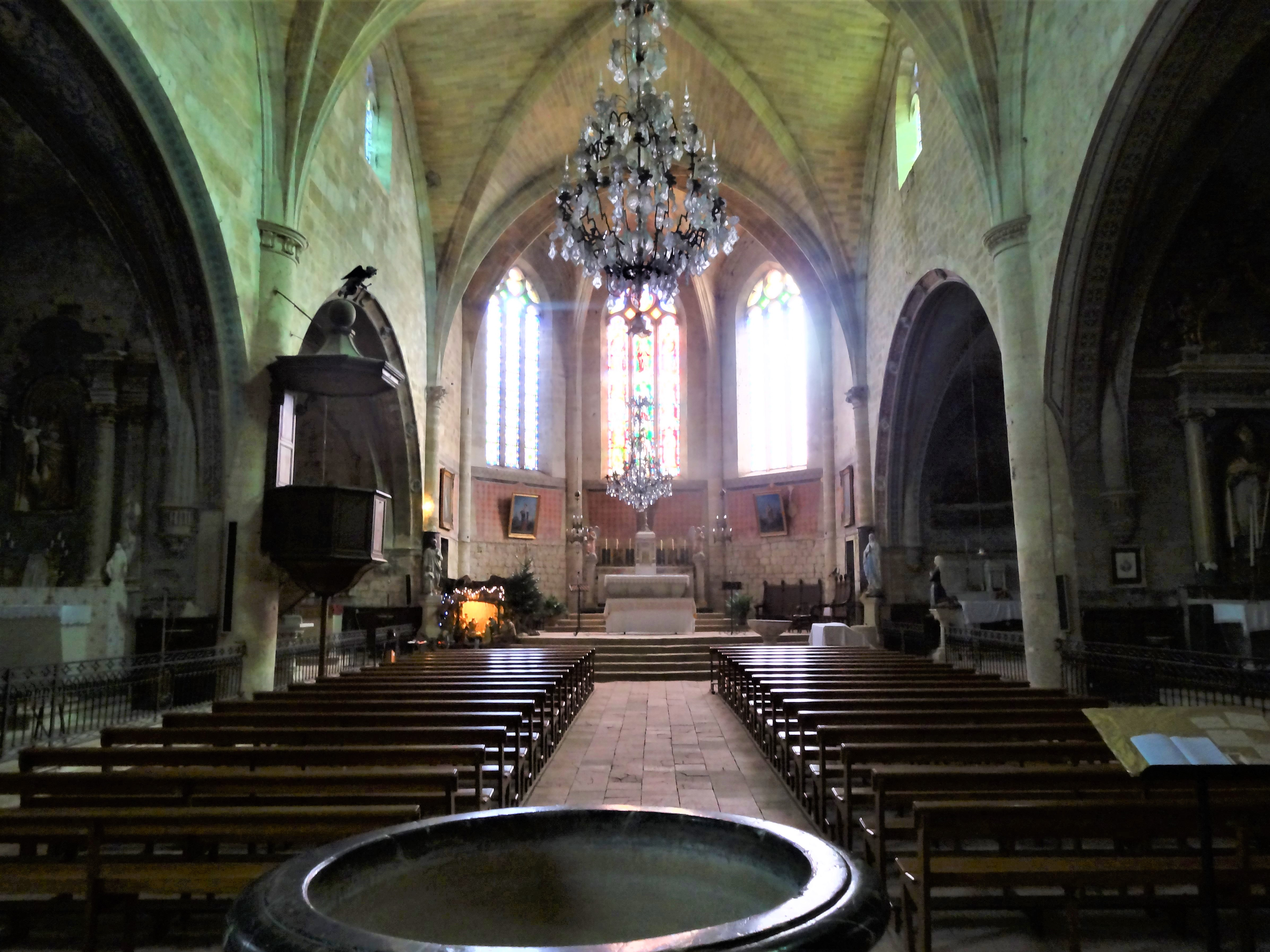
La nef.
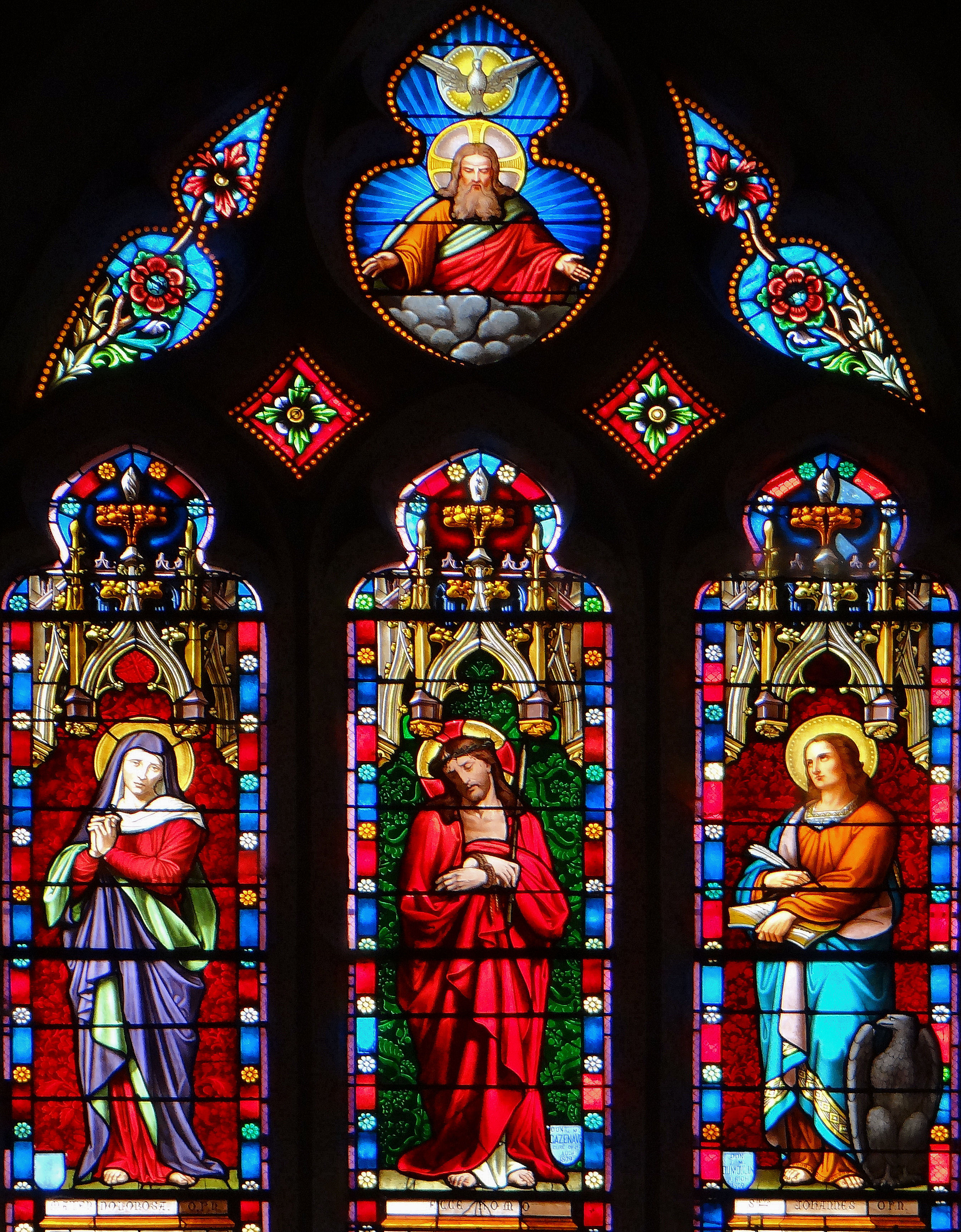
Vitrail du chevet.
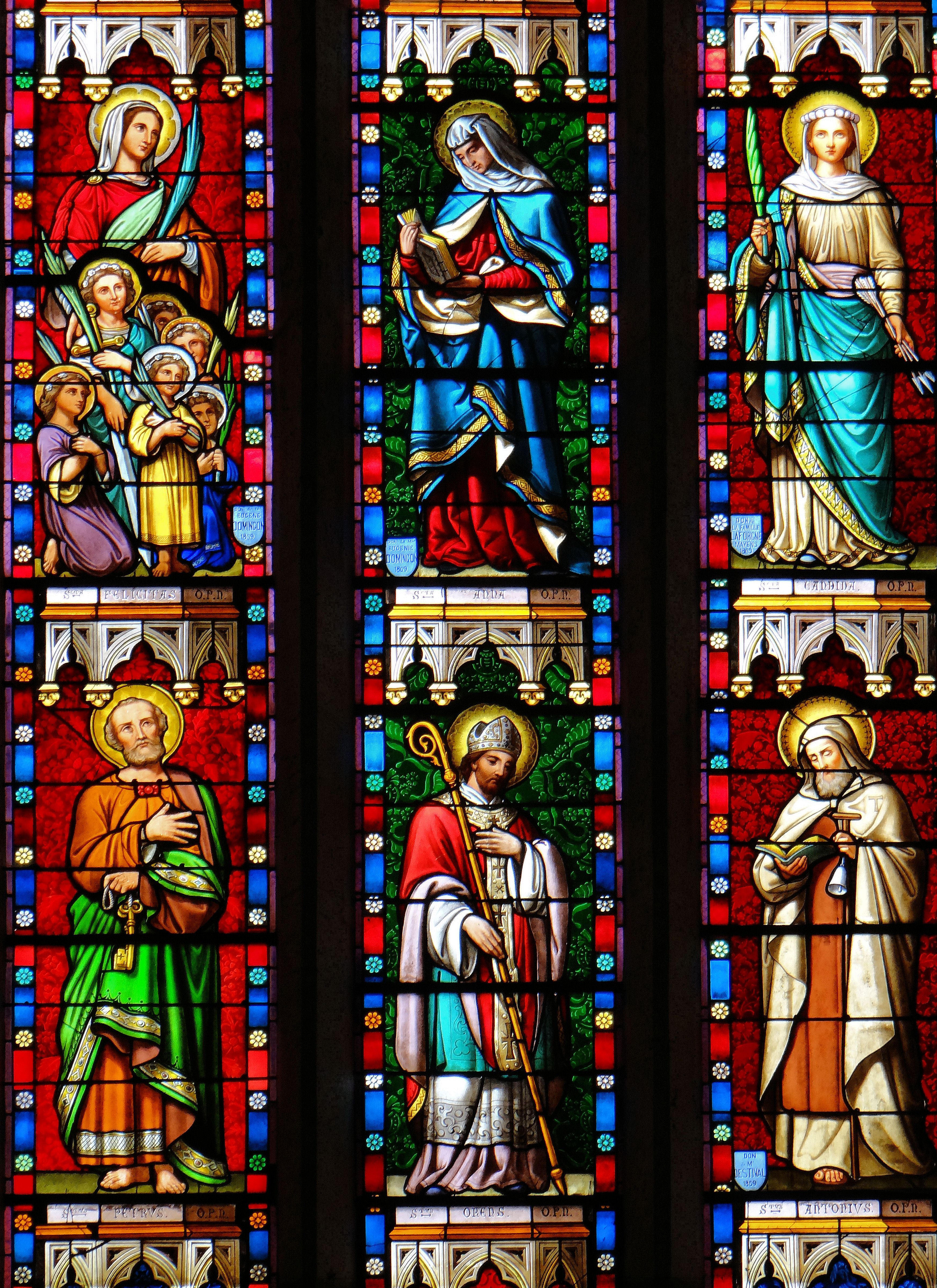
Vitrail du chevet.

- Le château de Fieux est situé non loin de Miradoux.

Le château de Fieux
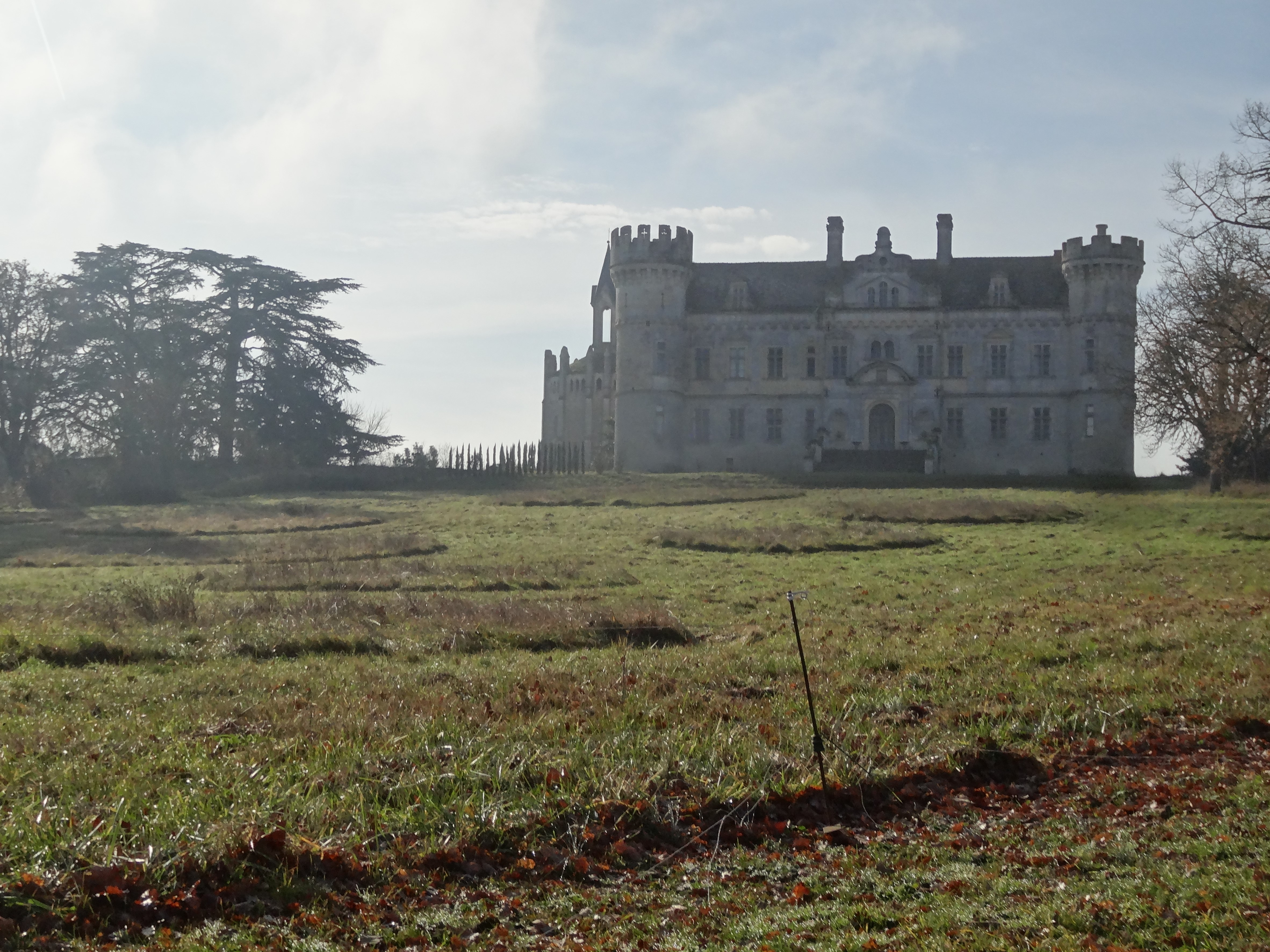
La façade nord.
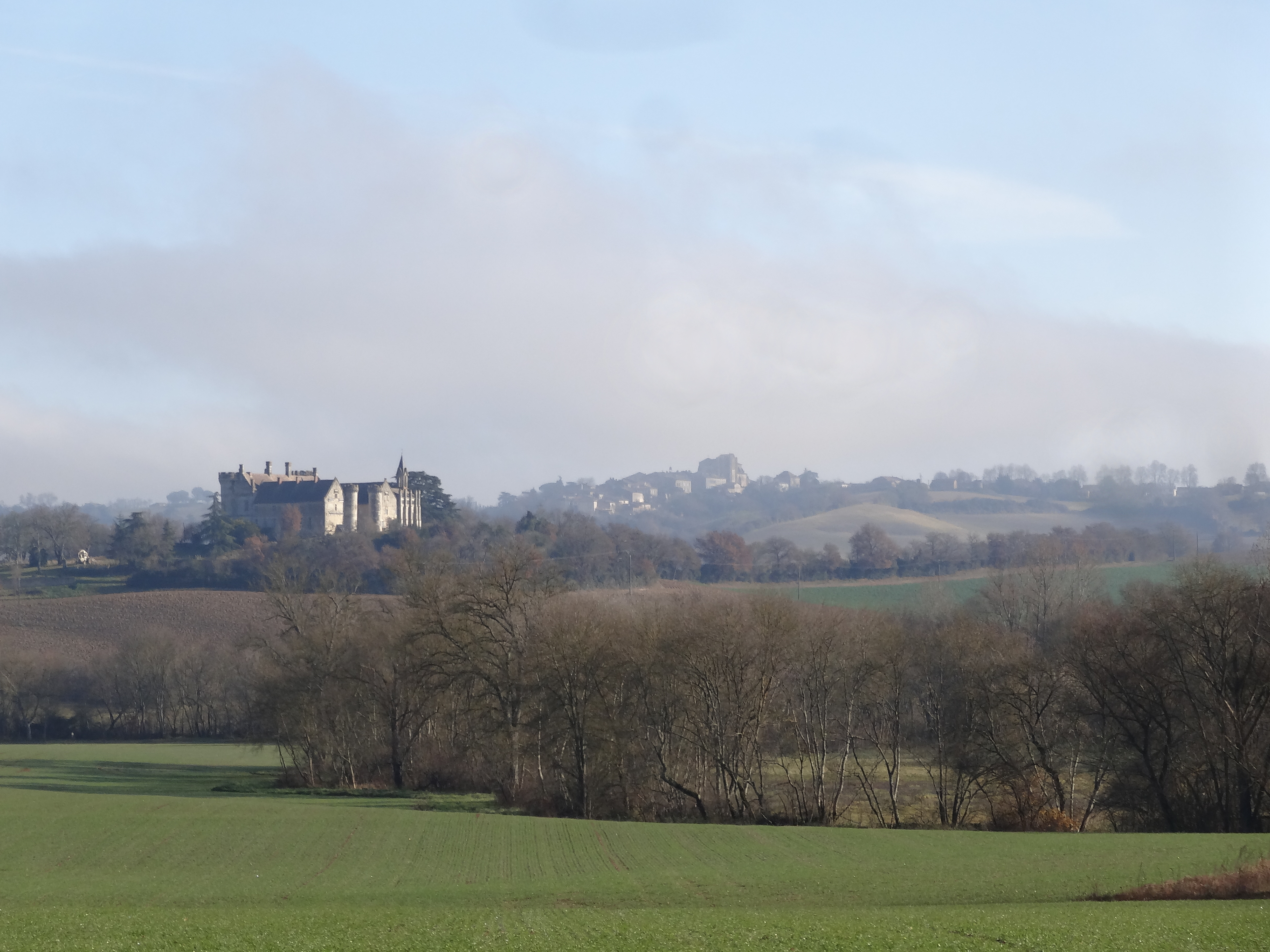
Le château vu de l'ouest avec Miradoux en arrière-plan.

- La halle de Miradoux, accolée à la mairie et située au centre de la bastide.

La halle de Miradoux
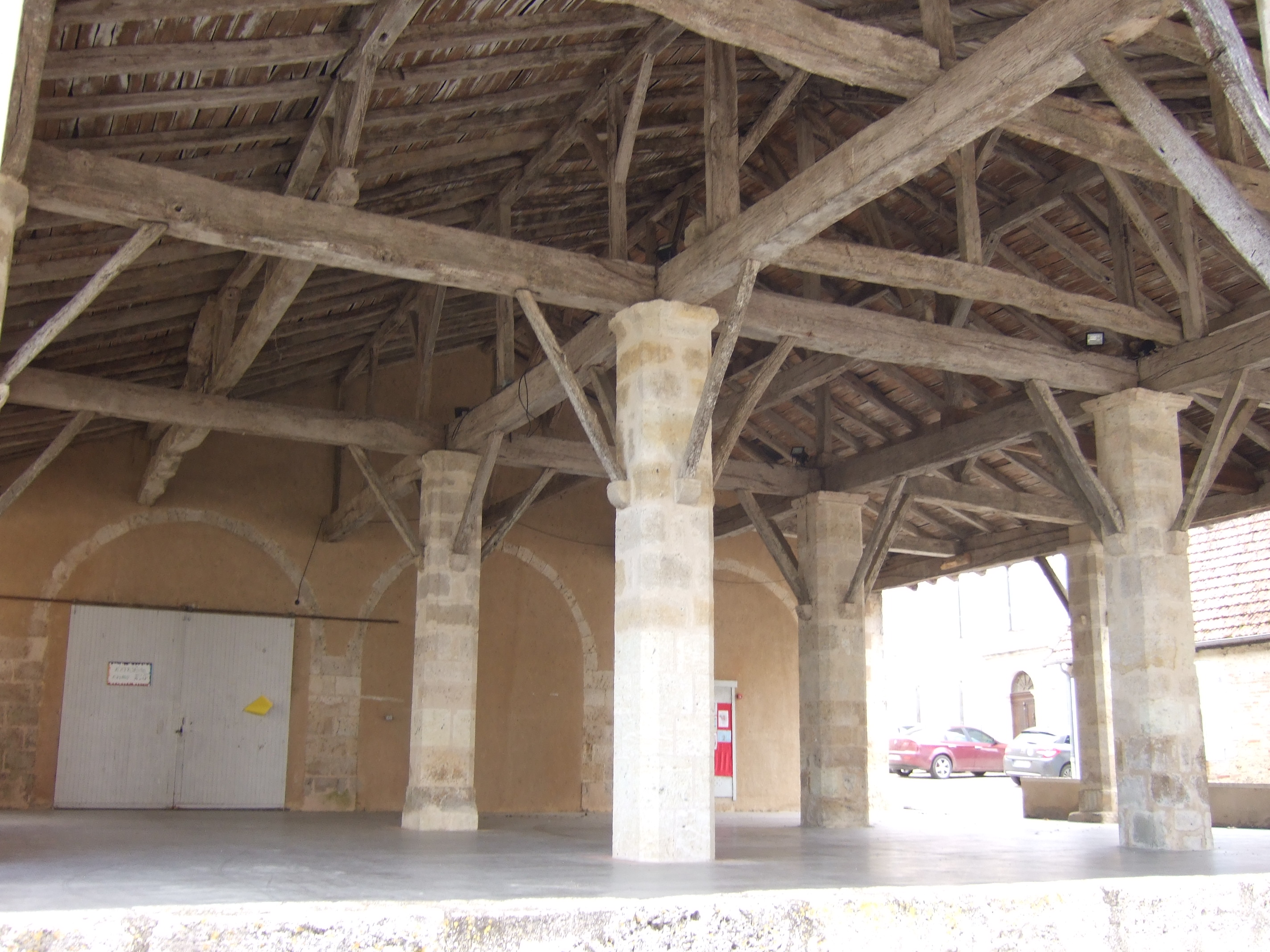
L'édifice en 2013.
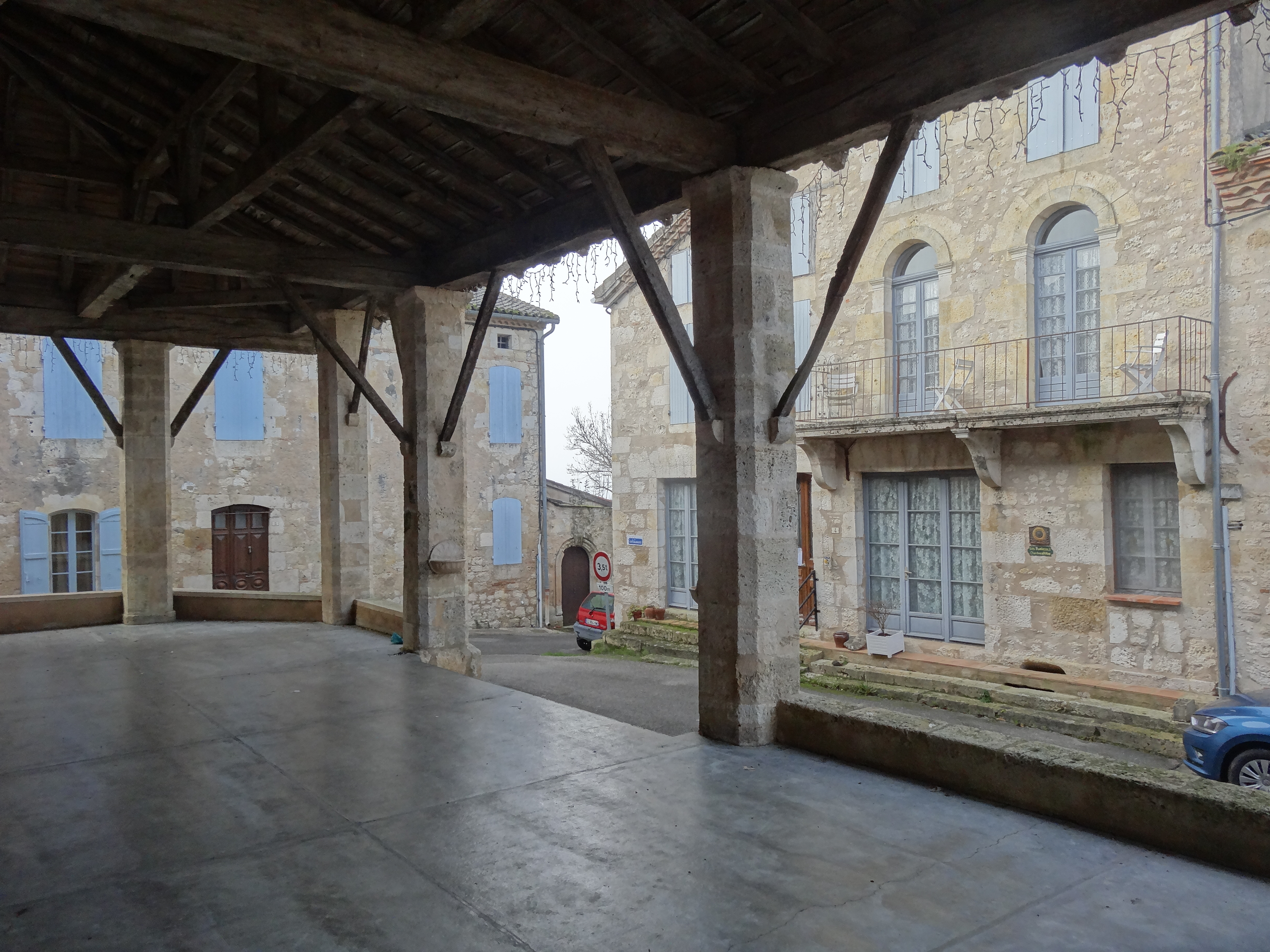
La halle et les maisons alentour.

- Plusieurs puits au sein du bourg ont été conservés.

Puits à Miradoux
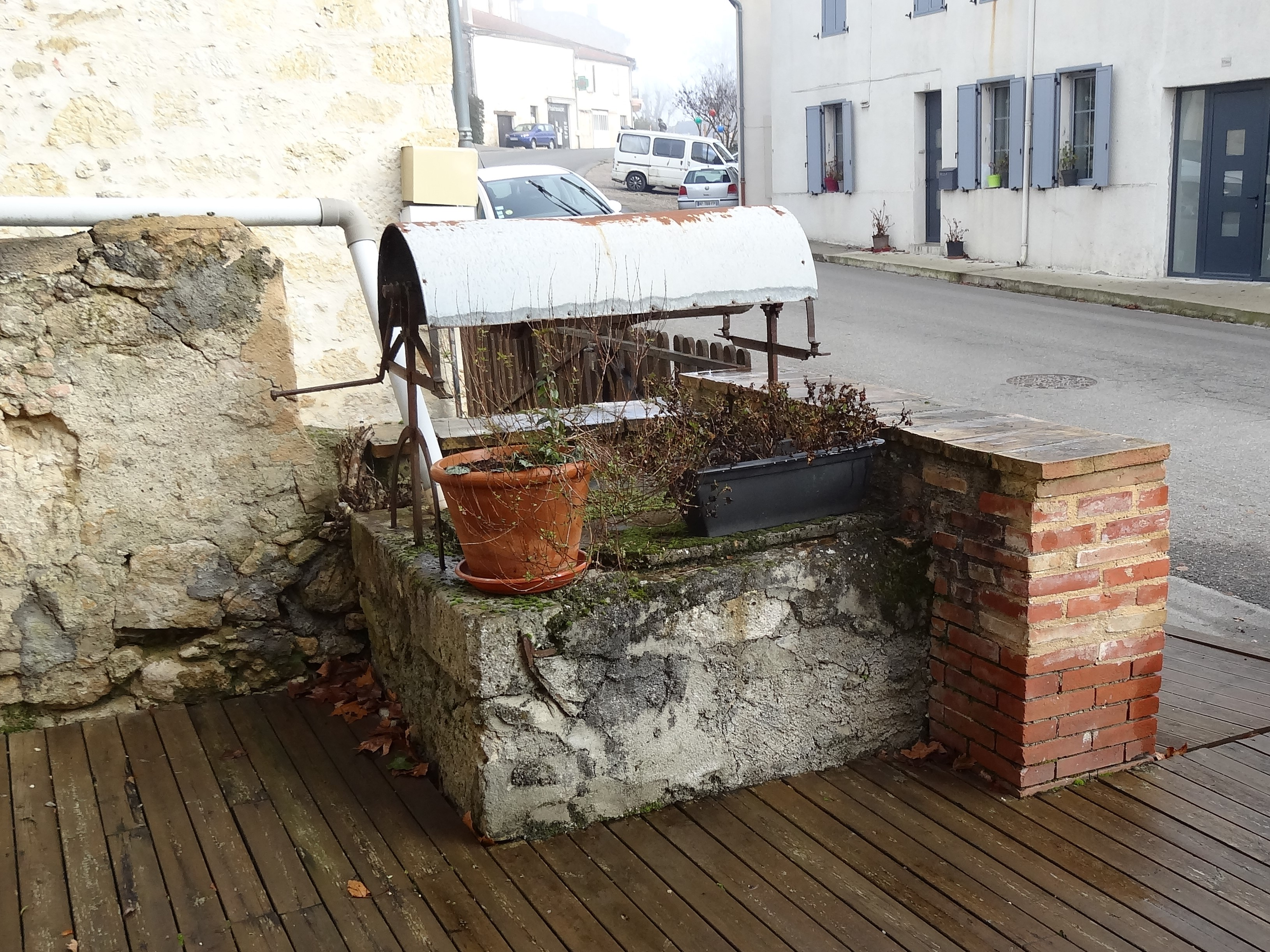
Puits en bordure de la D953.
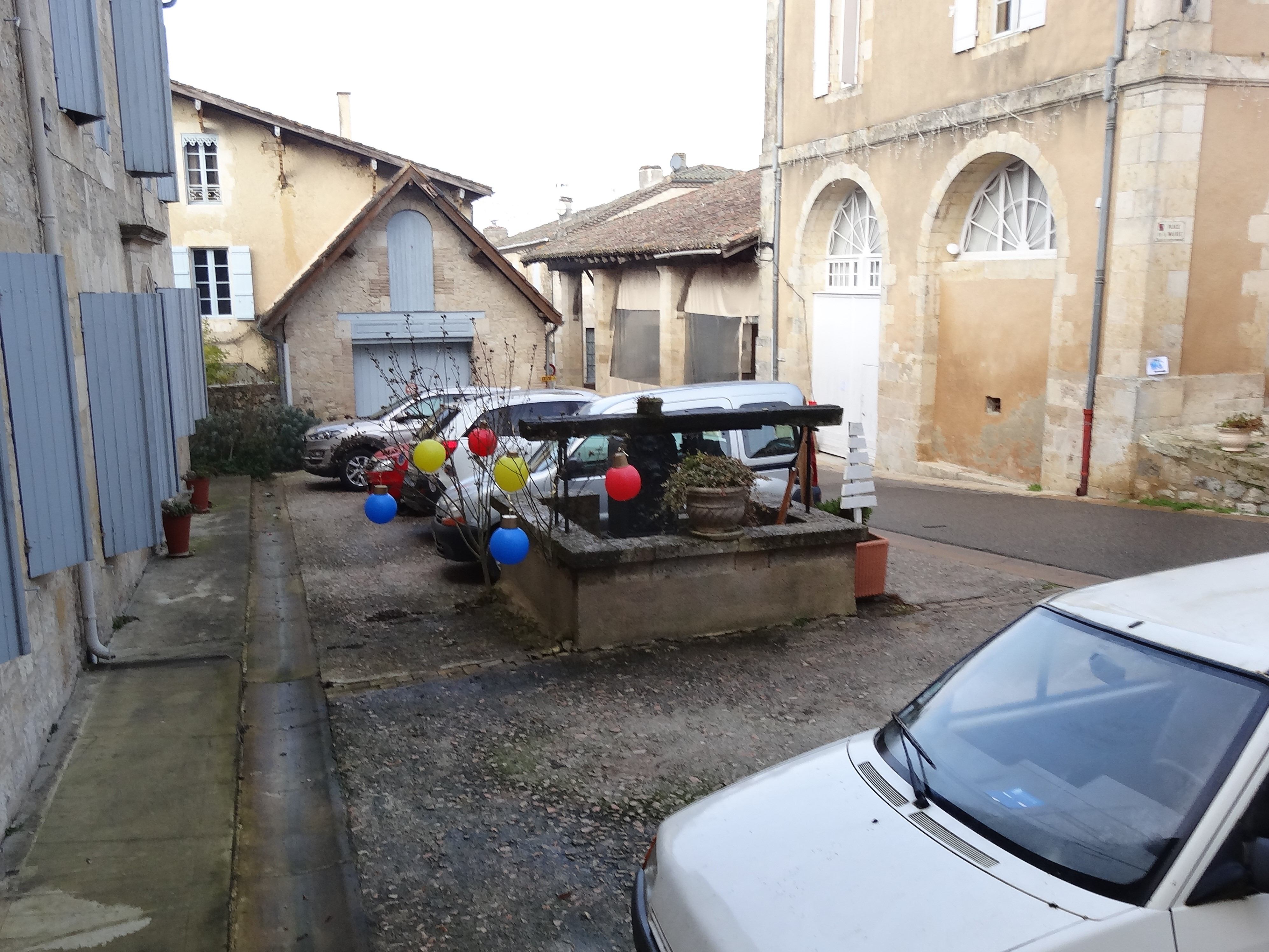
Puits décoré pour Noël à côté de la mairie.
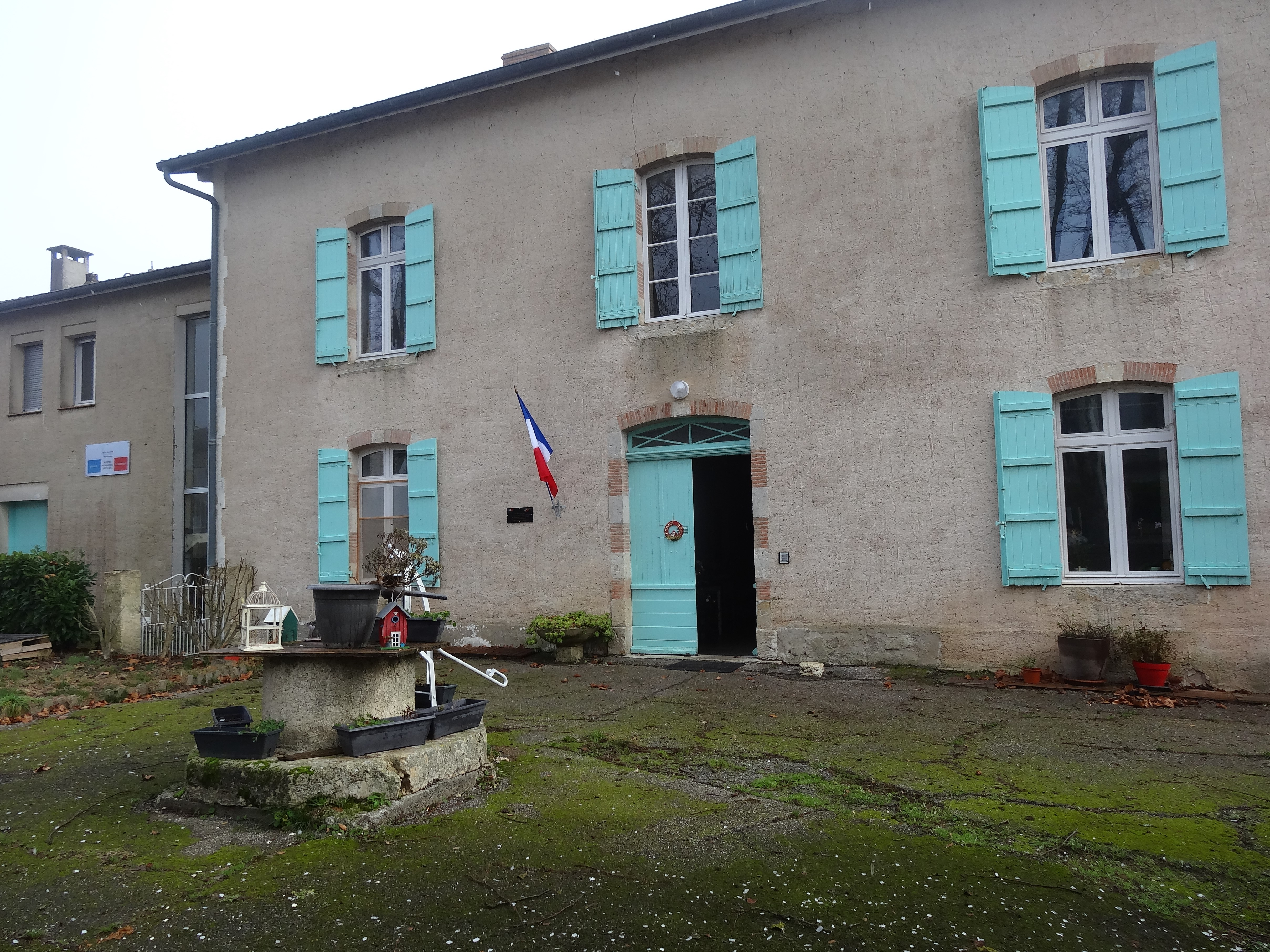
Puits devant l'ancienne gendarmerie.

- Une centrale solaire photovoltaïque commencée en 2007[33], a été mise en service en 2011.

Autres lieux et monuments
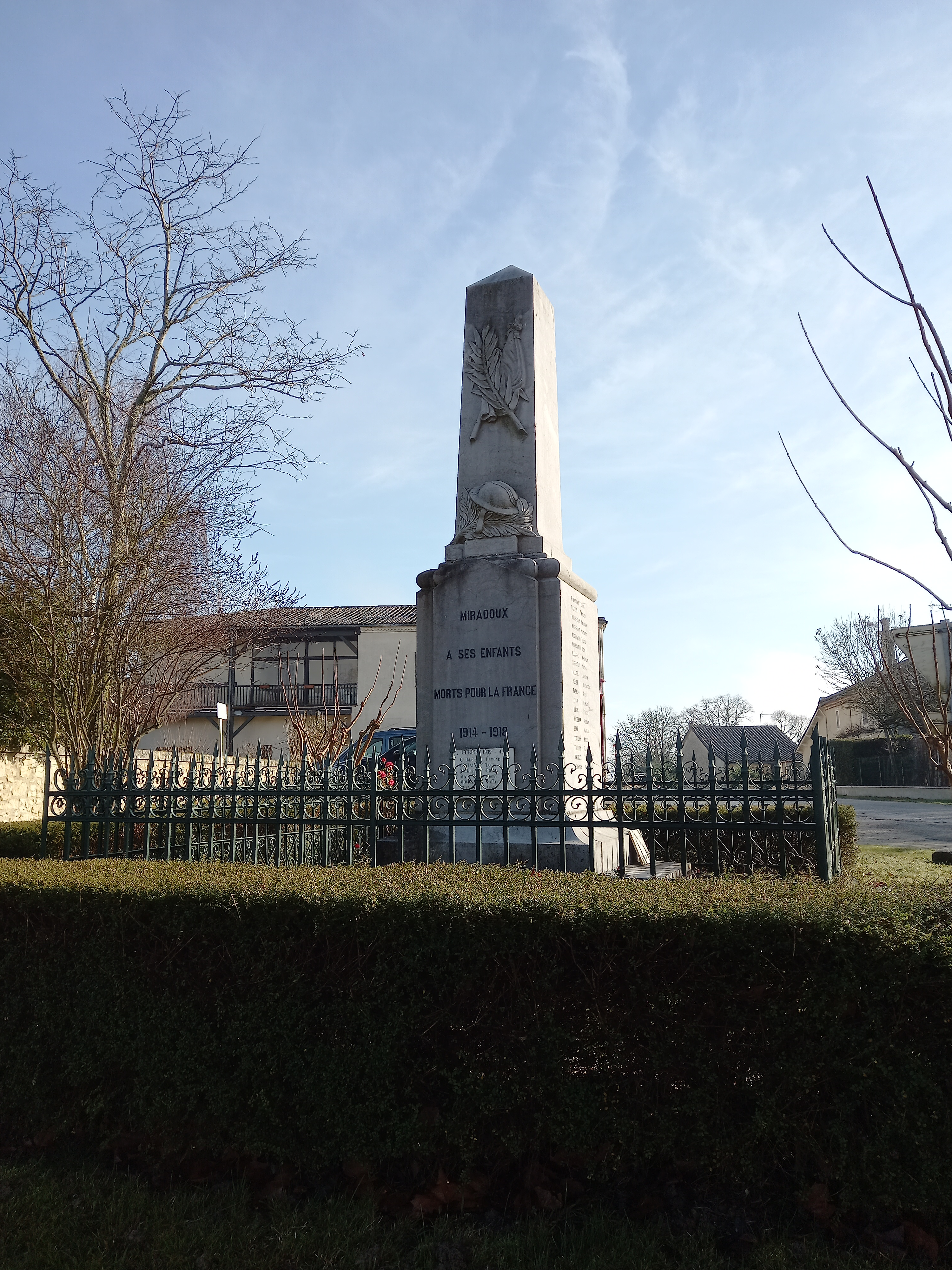
Le monument aux morts.
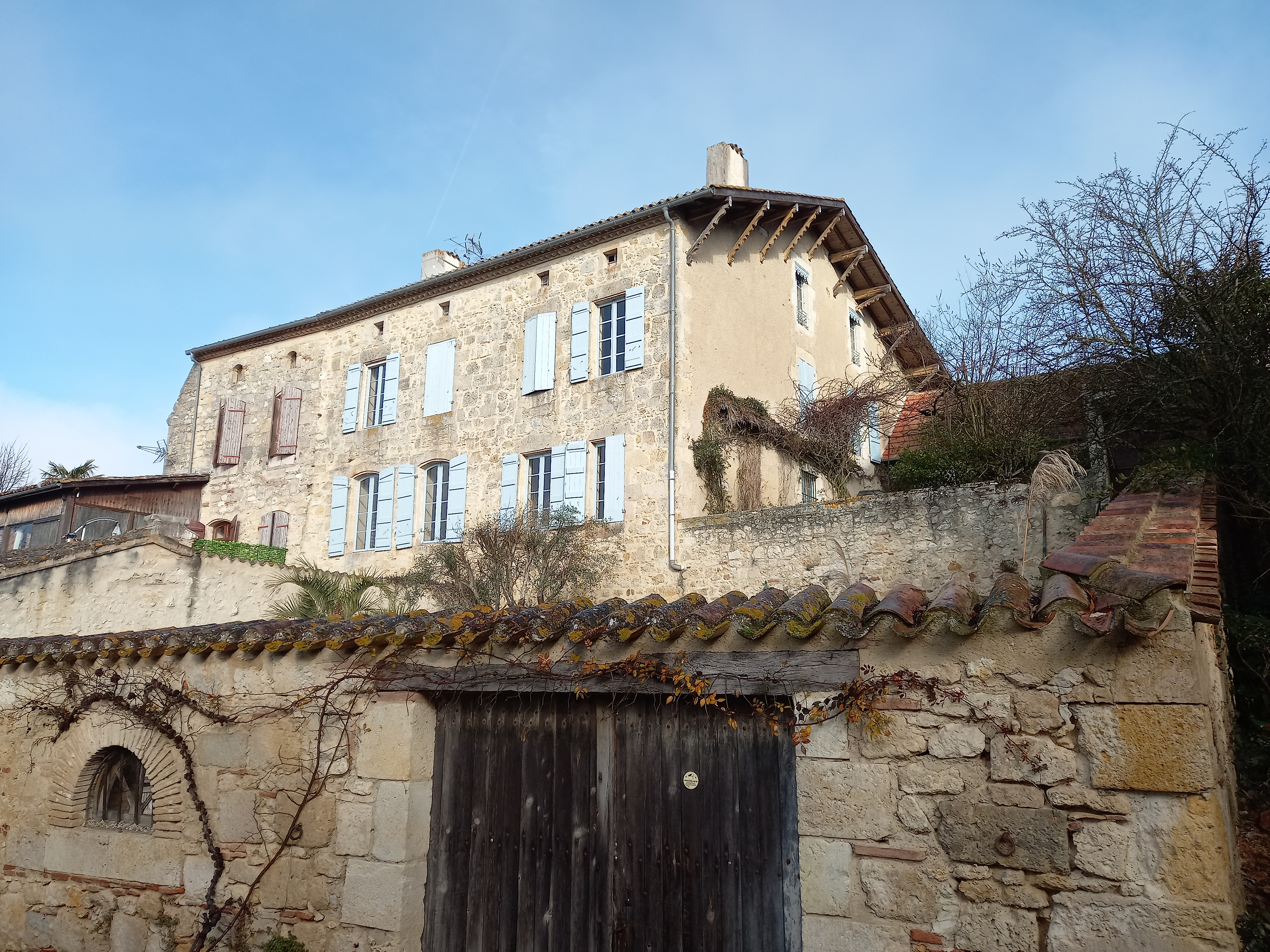
Belle maison.
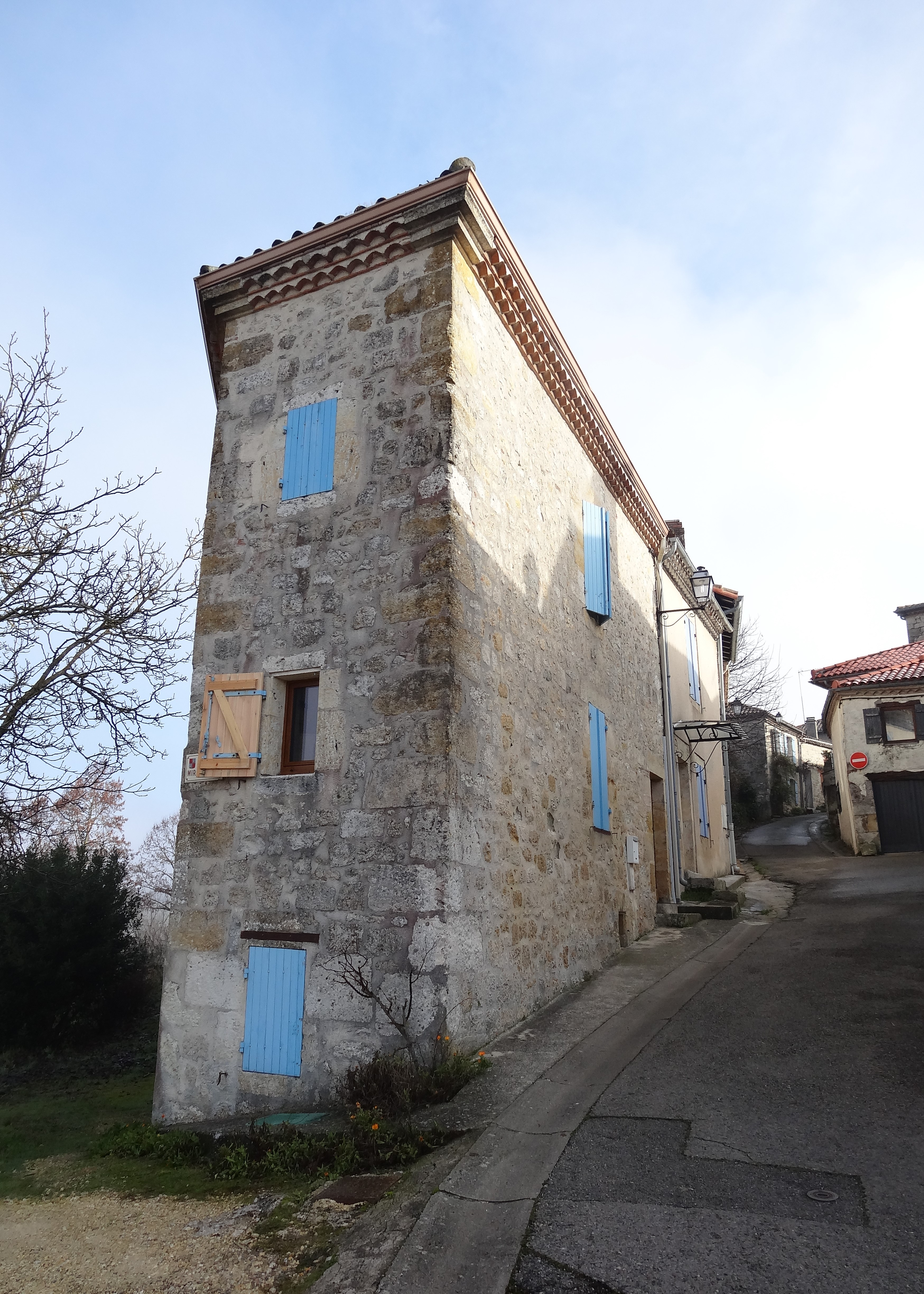
Maison étroite.
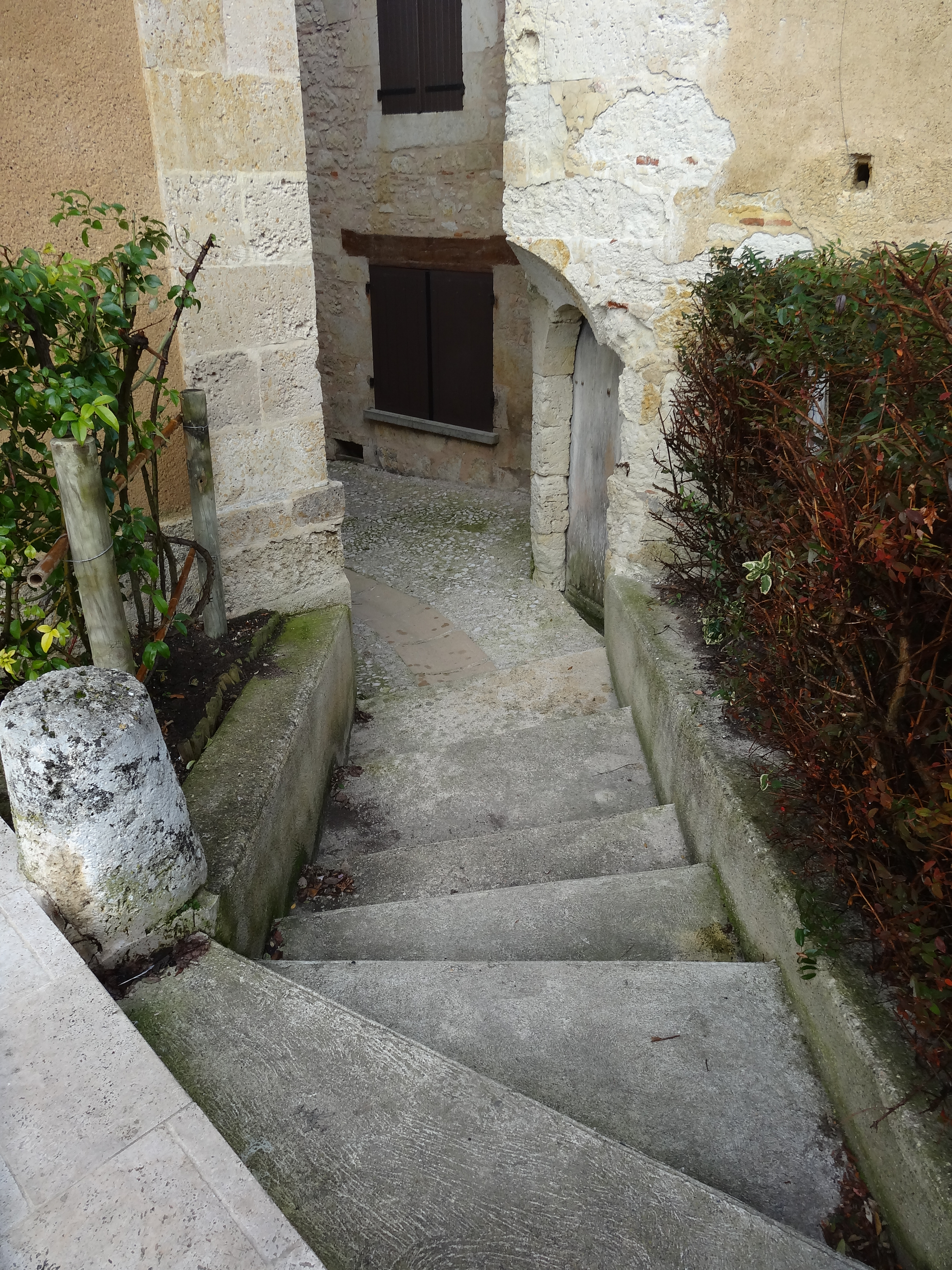
Ruelle en escalier contournant la mairie.
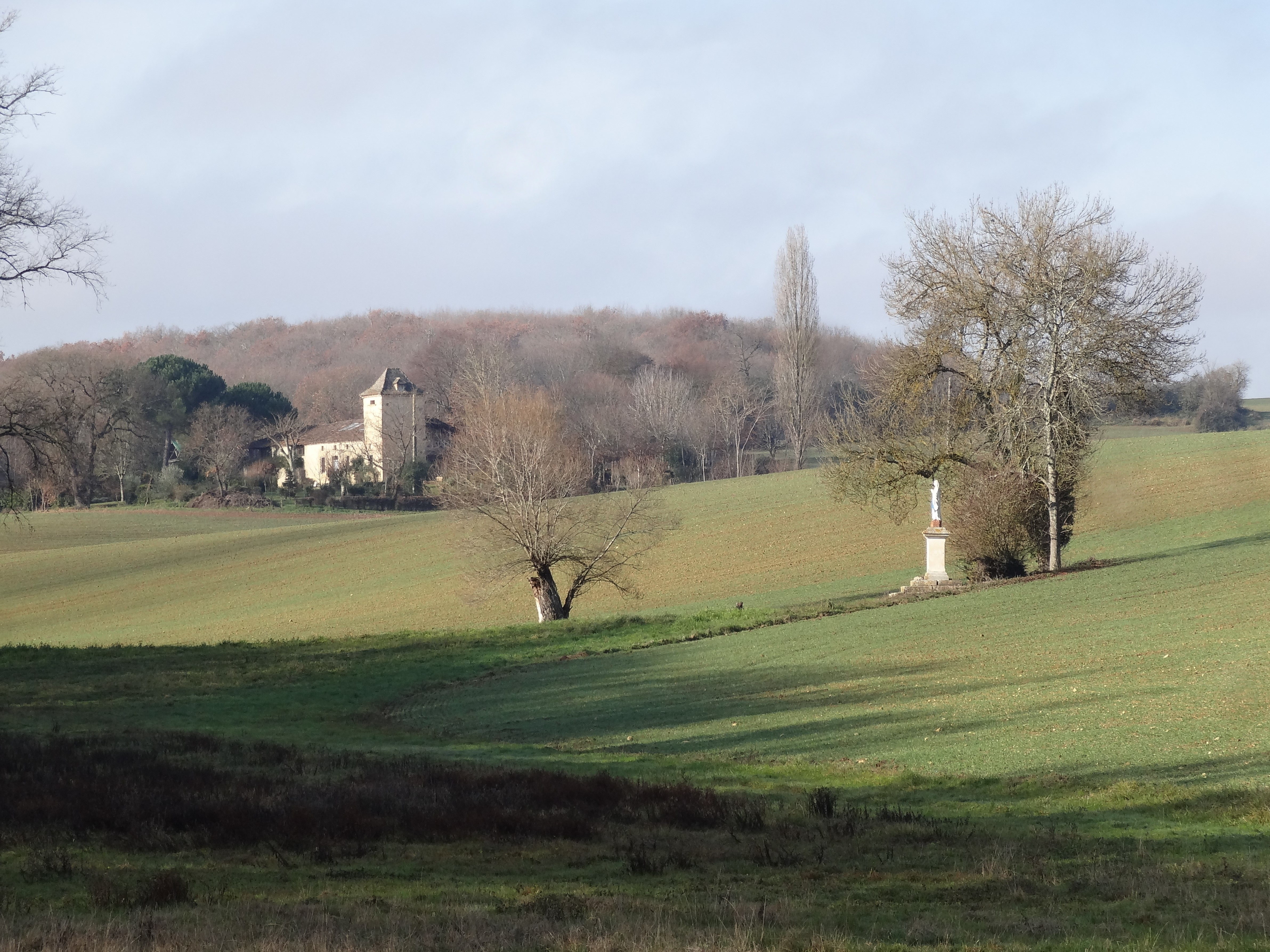
Sanctuaire Notre-Dame de Bauclair situé dans la partie ouest de la commune.
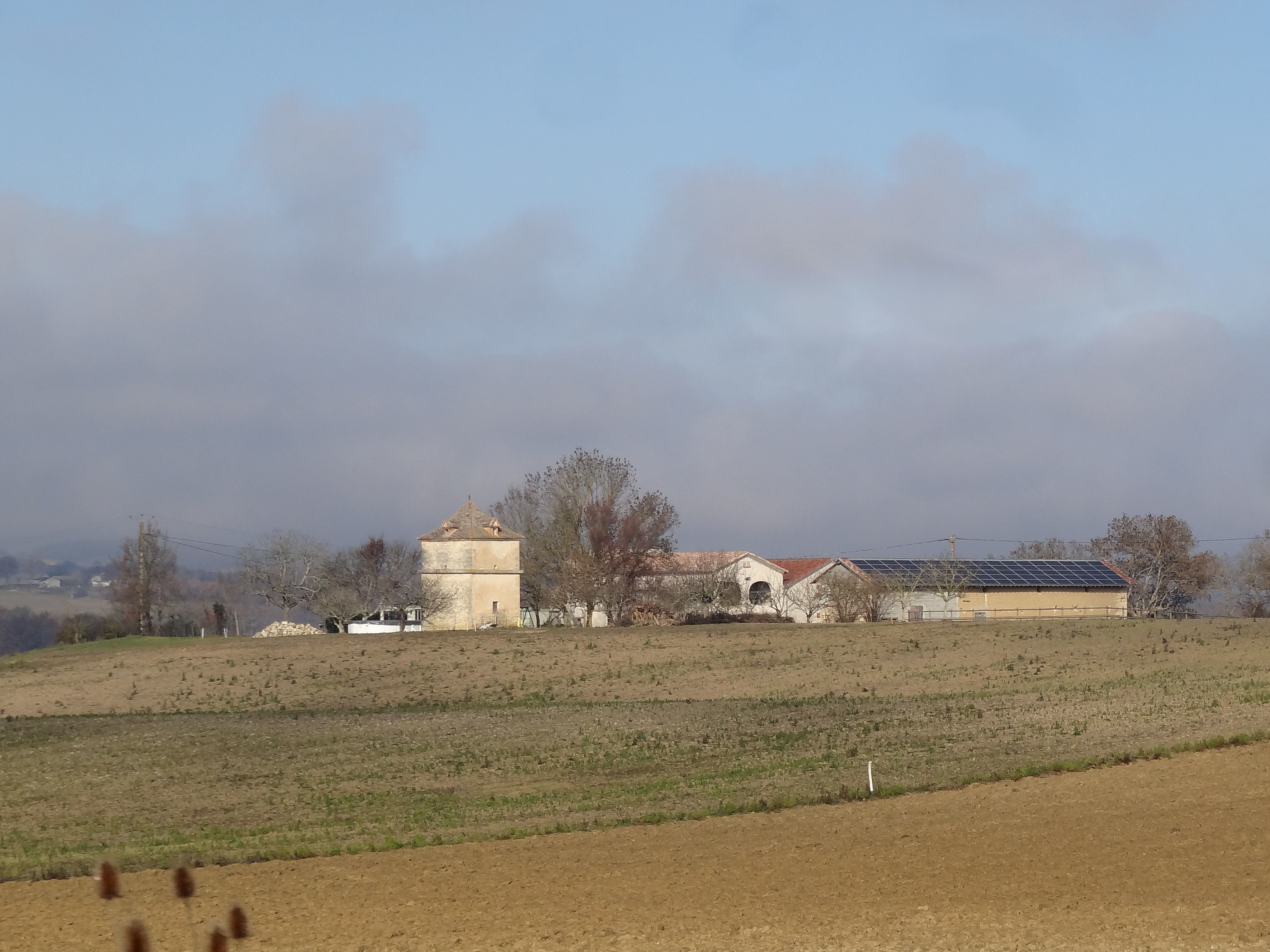
Pigeonnier.
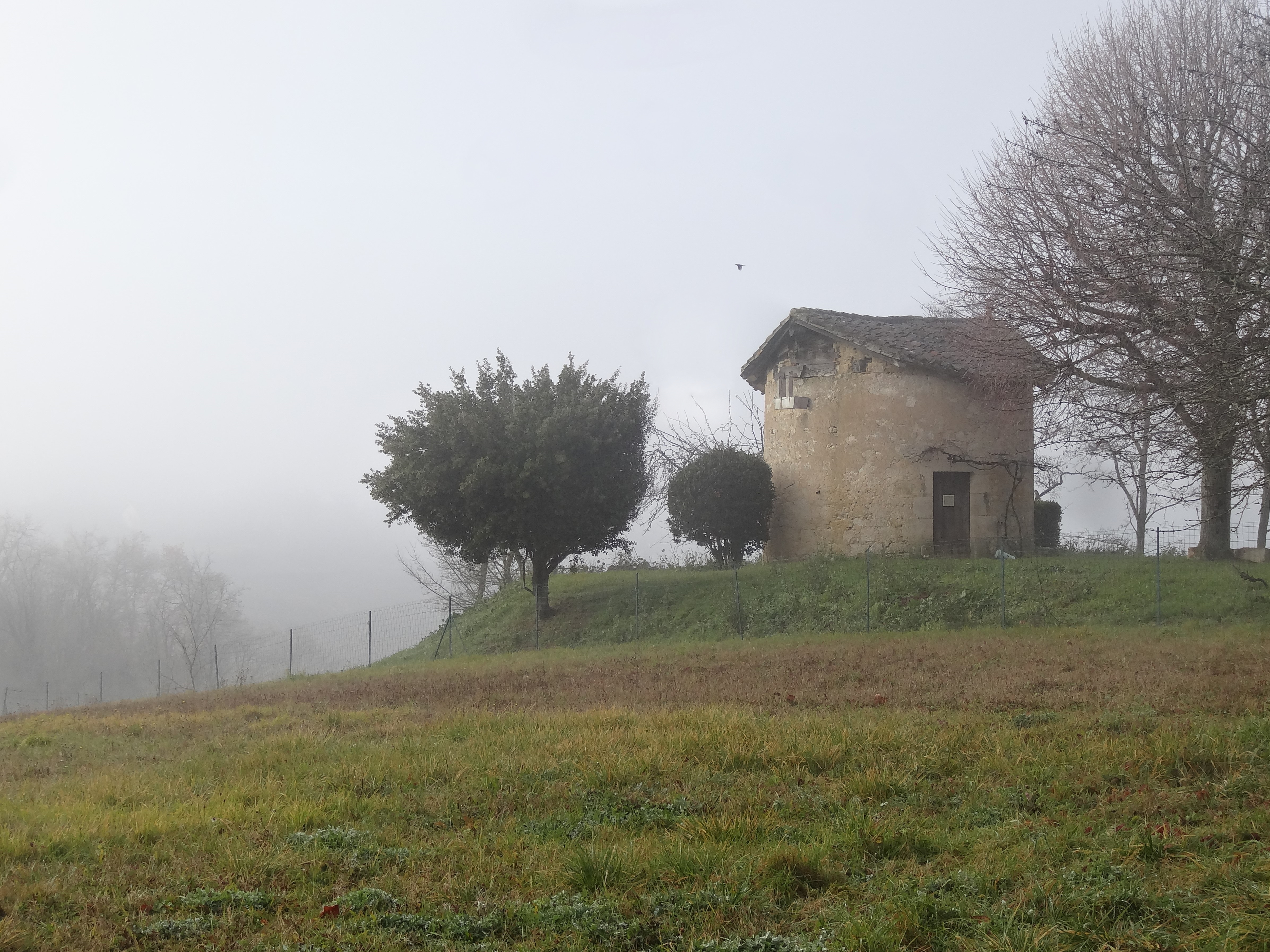
Ancien moulin par une matinée de brouillard.
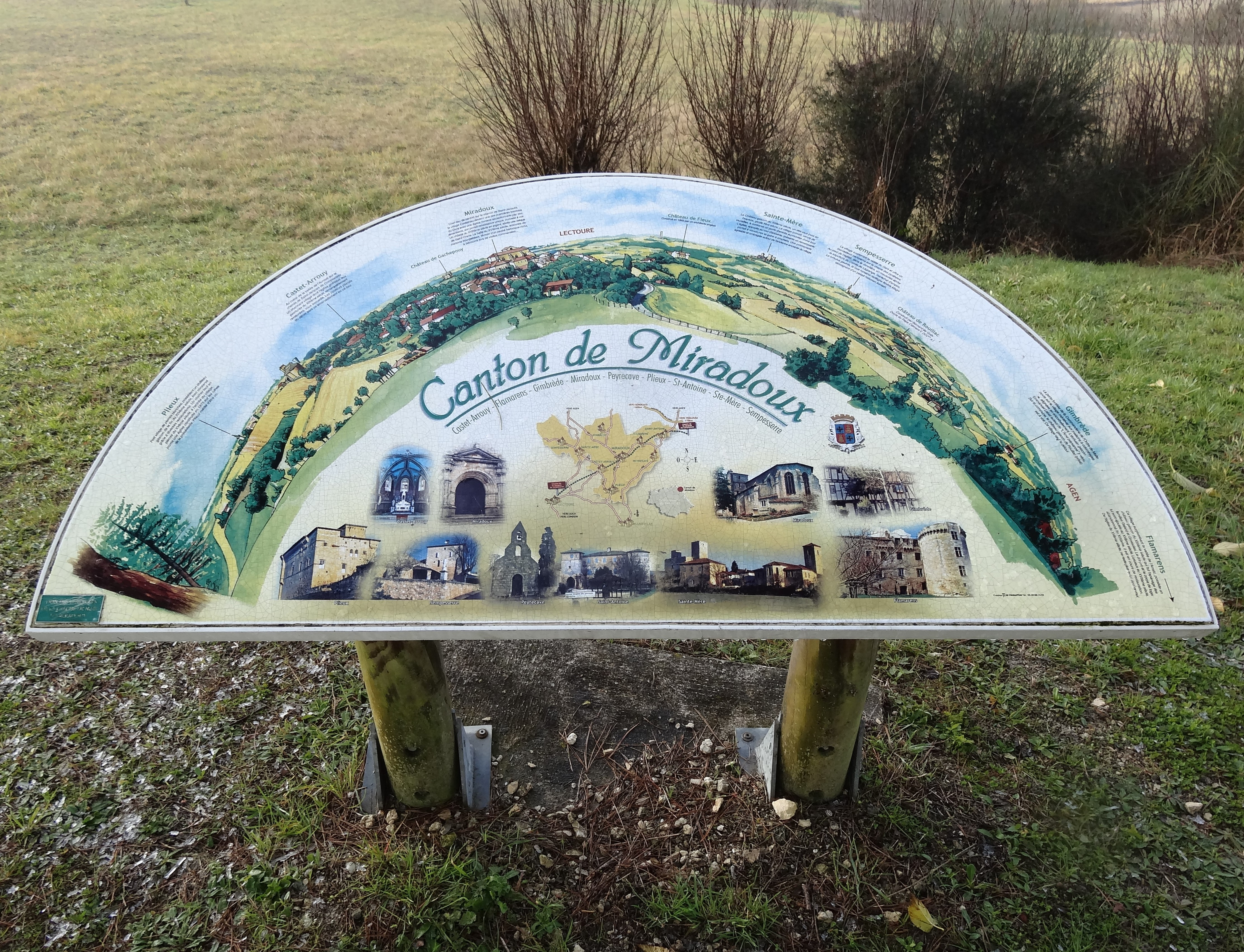
Table d'orientation au Point du Jour.

Pèlerinage de Compostelle
Miradoux est située sur la via Podiensis du pèlerinage de Saint-Jacques-de-Compostelle. On vient de Flamarens, la prochaine commune est Castet-Arrouy.

Pèlerinage de Compostelle à Castet-Arrouy
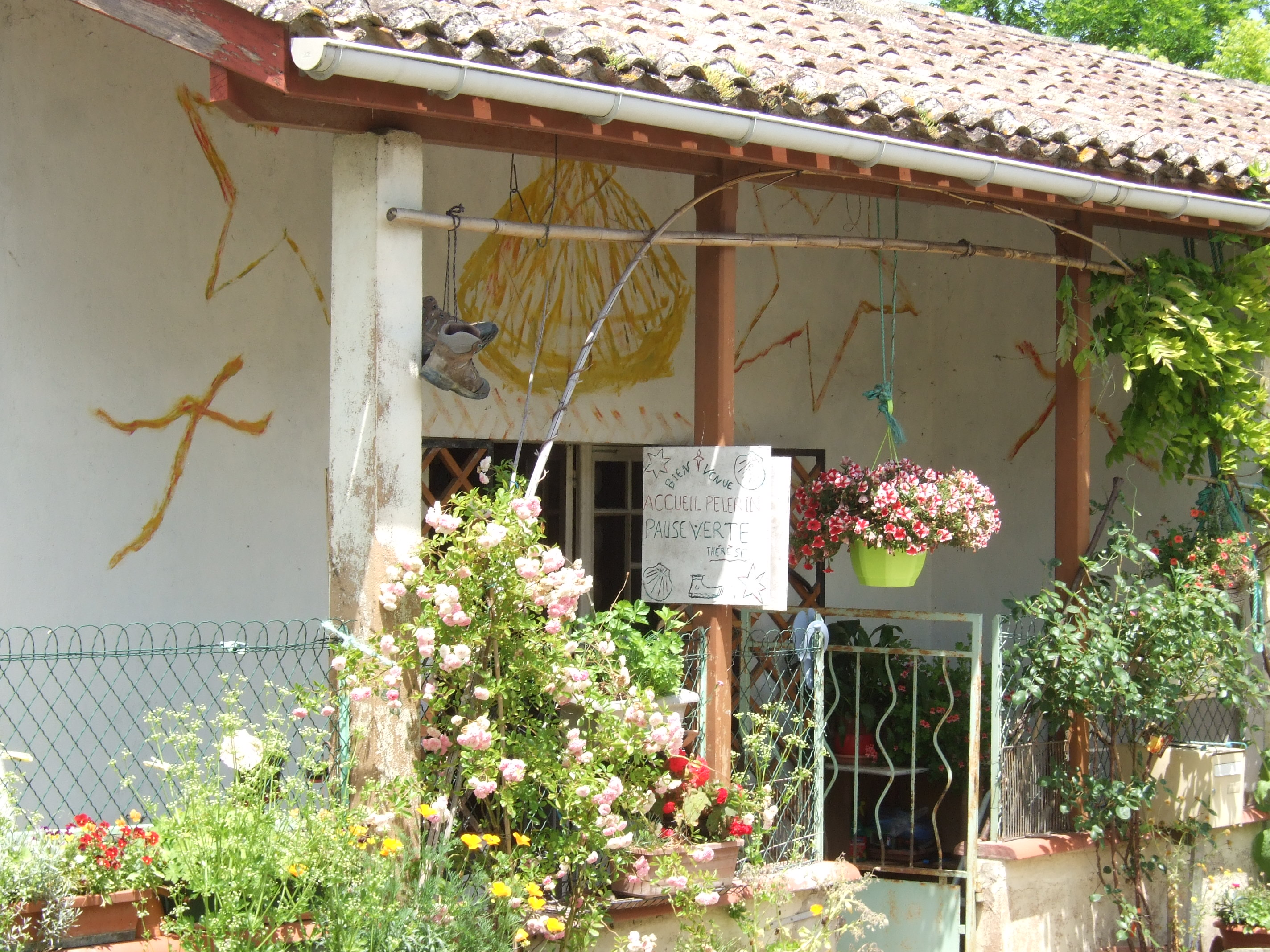
Halte pour les pèlerins traversant le village.
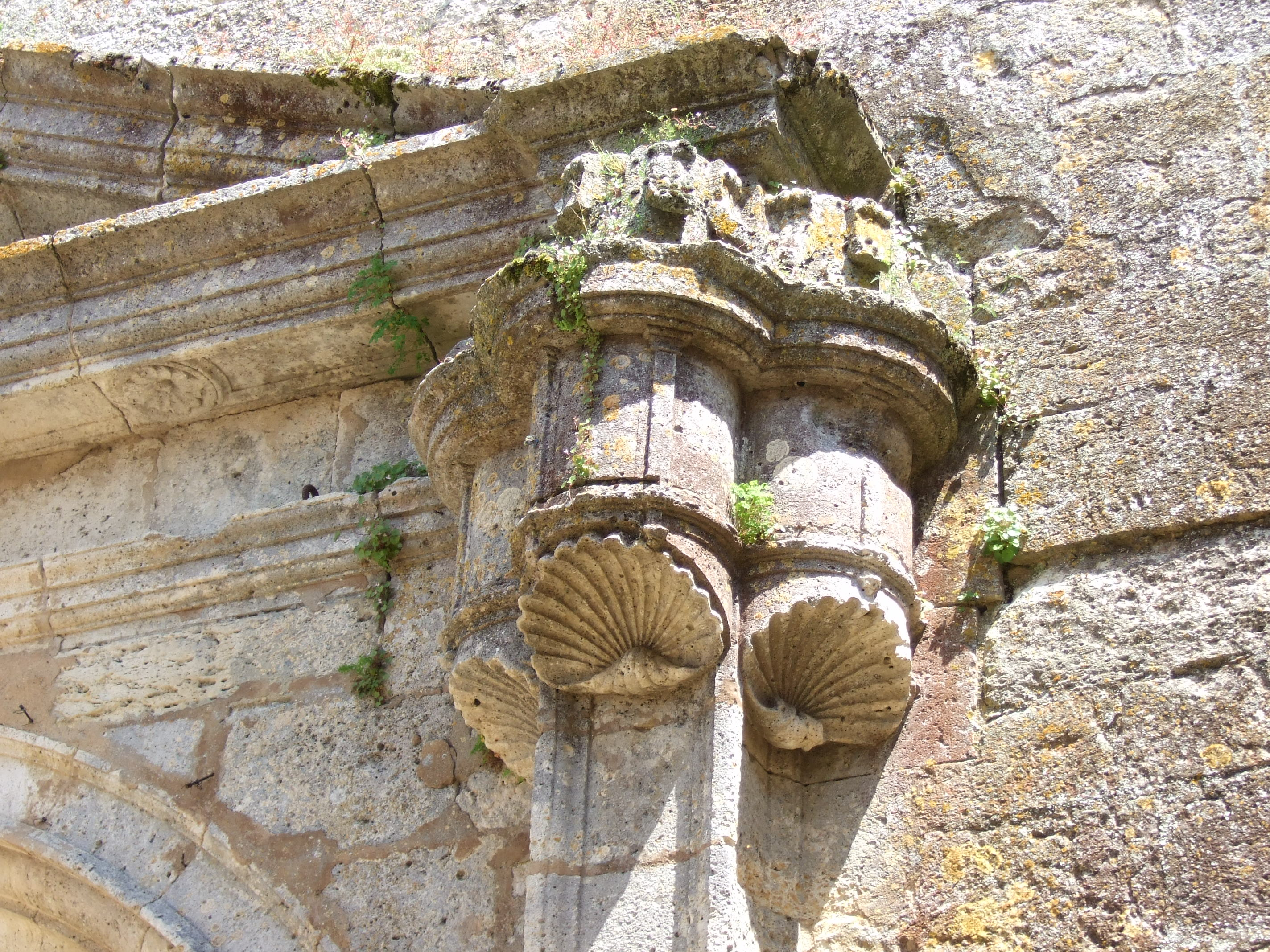
Coquilles Saint-Jacques sur le portail de l’église.

### Personnalités liées à la commune
- Jean d'Estresse (1582-1646) : prélat mort à Miradoux ;
- Marie Casimir Joseph Guyon (1870-1942), administrateur colonial français ;
- Louis Leygue (1891-1979) : homme politique né et mort à Miradoux.
- Annie Van de Wiele (1922-2009) : navigatrice et femme de lettres belge. Morte à Miradoux. Elle est l'une des premières navigatrices à réaliser un tour du monde en voilier en compagnie de son mari, Louis Van de Wiele, et d'un équipier, au début des années 1950.

### Héraldique
| Blason | Blasonnement : Écartelé : au premier et au quatrième de gueules à la croix cléchée et pommetée de douze pièces d'or remplie de sable, au deuxième et au troisième d'azur à la cloche d'or. |